# Războiul de Independență al Greciei
Războiul de Independență al Greciei, cunoscut și ca Revoluția greacă, (în limbile greacă: Ελληνική Επανάσταση Elliniki Epanastasi; turcă otomană: يونان عصياني Yunan İsyanı) a fost declanșat de revoluționarii greci și s-a desfășurat între anii 1821–1829. Revoluționarii au beneficiat într-o etapă mai târzie a războiului de sprijinul unor puteri europene, iar Imperiul Otoman a fost sprijinit de vasalii săi, Egiptul și într-o oarecare măsură Vilaietul Tunisia.
După cucerirea Imperiul Bizantin de către Imperiul Otoman, cea mai mare parte a Greciei a trecut sub stăpânire turcă. De-a lungul acestei stăpâniri au avut loc numeroase rebeliuni ale grecilor, care încercau să-și recapete independența. În 1814 a fost înființată o organizație secretă numită Eteria (Philiki Etairea, în traducere „Societatea prietenilor”), care avea ca obiectiv declarat eliberarea Greciei. Eteria a plănuit lansarea unor revolte în Peloponez, Principatele Dunărene și Constantinopole. Prima dintre aceste rebeliuni a început la 6 martie 1821 în Țara Românească, dar a fost rapid înăbușită de otomani. Evenimentele de la nordul Dunării i-a făcut pe grecii din Peloponez să declanșeze acțiunea lor revoluționară pe 17 martie 1821, când locuitorii din Peninsula Mani au declarat război Imperiului Otoman. Până la sfârșitul aceleiași luni, întregul Peloponez era cuprins de revolta împotriva turcilor. În octombrie 1821, grecii conduși de Theodoros Kolokotronis au cucerit orașul Tripolitsa. Revolta din Peloponez a fost urmată în scurtă vreme de rebeliuni în Creta, Macedonia și Grecia Centrală, rebeliuni care au fost însă rapid înăbușite. Între timp, o flotă elenă încropită în grabă a reușit să obțină o serie de succese împotriva marinei otomane în Marea Egee și a împiedicat sosirea întăririlor turce trimise pe calea apelor.
Între diferitele facțiuni elene au izbucnit la un moment dat conflicte, care au dus la declanșarea unui adevărat război civil. Între timp, otomanii au negociat cu Muhammad Ali al Egiptului, care a fost de acord să-și trimită pe unul dintre generalii săi, Ibrahim Paşa⁠(d), și un important contigent militar să lupte pentru înăbușirea rebeliunii elene, urmând să primească anumite câștiguri teritoriale. Ibrahim a debarcat în Peloponez în februarie 1825 și a obținut o serie rapidă de victorii. Până la sfârșitul anului 1825, cea mai mare parte a Peloponezului trecuse sub controlul Egiptului, iar orașul Missolonghi, asediat de turci încă din aprilie 1825, a fost cucerit în aprilie 1826. Deși Ibrahim a fost înfrânt în luptele din Peninsula Mani, el a reușit să înăbușe revoluția din aproape întregul Peloponez și să recucerească Atena.
După câțiva ani de negociere, trei dintre cele mai mari puteri ale vremii, Imperiul Rus, Regatul Unit și Franța, au decis să intervină în conflict și fiecare dintre ele și-au trimis flotele pentru sprijinirea grecilor. După ce au aflat că flota turco-egipteană este pe cale să atace insula grecească Hydra, flota puterilor europene aliate au interceptat flota musulmană la Navarino. Flota turco-egipteană a fost distrusă în timpul acestei bătălii navale. Pe uscat, grecii au reușit să-i alunge din Peloponez cu ajutorul Forței expediționare franceze și au reușit ca până în 1828 să cucerească cea mai mare parte a Greciei Centrale. După mai mulți ani de negocieri, Grecia a fost recunoscută în cele din urmă ca națiune independentă în mai 1832.

## Cadru general

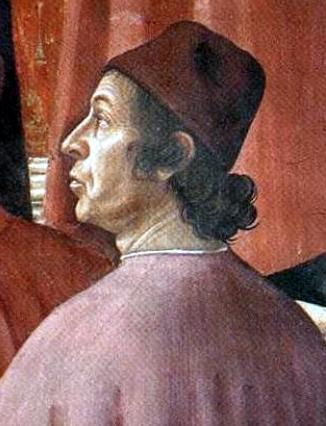
Demetrius Chalcondyles a cerut la Veneția „tuturor latinilor” să ajute lupta grecilor împotriva „turcilor abominabili, monstruoși și barbari necredincioși”

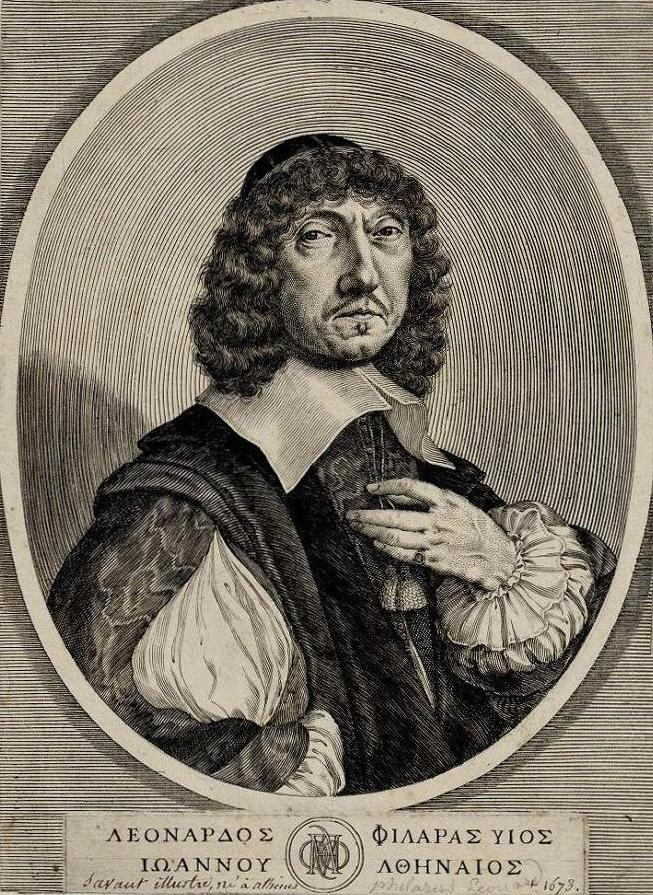
Leonardos Philaras (1595–1673) șî-a dedicat cea mai mare parte a carierei convingerii intelectualilor vest-europeni să sprijine lupta de eliberare a Greciei

Căderea Constantinopolului din 1453 și prăbușirea statelor succesoare ale Imperiului Bizantin care a urmat în scurtă vreme a marcat sfârșitul suveranității națiunii elene. De atunci, Imperiul Otoman a stăpânit Balcanii și Anatolia. Creștinii ortodocși au primit o serie de drepturi politice în timpul dominației otomane, dar ei erau considerați totuși cetățeni de rang inferior. Majoritatea grecilor erau numiți de către turci rayas, un nume folosit pentru cea mai mare parte a supușilor otomanilor. Între timp, intelectualii și umaniștii greci care au emigrat mai înainte de cucerirea otomane sau în timpul stăpânirii turcești, așa precum au fost Demetrius Chalcondyles sau Leonardos Philaras, au depus o activitate intensă pentru eliberarea patriei lor. Grecia a rămas însă sub stăpânire otomană pentru mai multe secole. În secolele al XVIII-lea și al XIX-lea, odată cu creșterea curentului naționalist în întreaga Europă, inclusiv în Balcani, (sub influența Revoluției Franceze) ,), puterea politico-militară a Imperiului Otoman a scăzut, iar naționalismul elen s-a afirmat tot mai pregnant. Cauza eliberării Greciei a căpătat sprijin nu numai din partea puternicei și bogatei diaspore grecești din Europa Occidentală și din Imperiul Rus, dar și din partea unor filoeleni occidentali. Mișcarea elenă pentru independență nu a fost doar prima mișcare cu caracter național din Europa Răsăriteană, dar a fost și prima mișcare de acest tip dintr-o țară necreștină – Imperiul Otoman.

### Grecii în timpul stăpânirii otomane
Revoluția Greacă nu a fost un eveniment izolat. Istoria Greciei în timpul stăpânirii otomane a consemnat un număr mare de încercări de recucerire a independenței de sub dominația străină. În timpul secolului al XVII-lea, stăpânirea otomană a trebuit să facă față rezistenței dârze din Moreea, dar și din alte regiuni, (de exemplu, revolta condusă de Dionysius Filosoful). După Războiul Moreii (1684-1699), Peloponezul a trecut sub controlul Veneției pentru următorii 30 de ani, iar tulburările au continuat odată cu proliferarea bandelor de klefți. Prima rebeliune importantă a fost rebeliunea sponsorizată de ruși din 1770, care a fost înăbușită cu relativă ușurință de turci, în ciuda succeselor limitate din faza inițială. După zdrobirea revoltei elene, albanezii musulmani au devastat mai multe regiuni din Grecia continentală. Cu toate acestea, grecii din Peninsula Mani au continuat să se opună turcilor, reușind chiar să înfrângă trupele otomane în câteva rânduri, cea mai importantă victorie fiind cea din 1770. În timpul războiului ruso-turc din 1787 - 1792, comunitatea greacă din Trieste a finanțat o mică flotă de sub comanda lui Lambros Katsonis, care a reușit să hărțuiască flota otomană. În timpul acestui război, rebelii klefți și-au reluat activitatea.

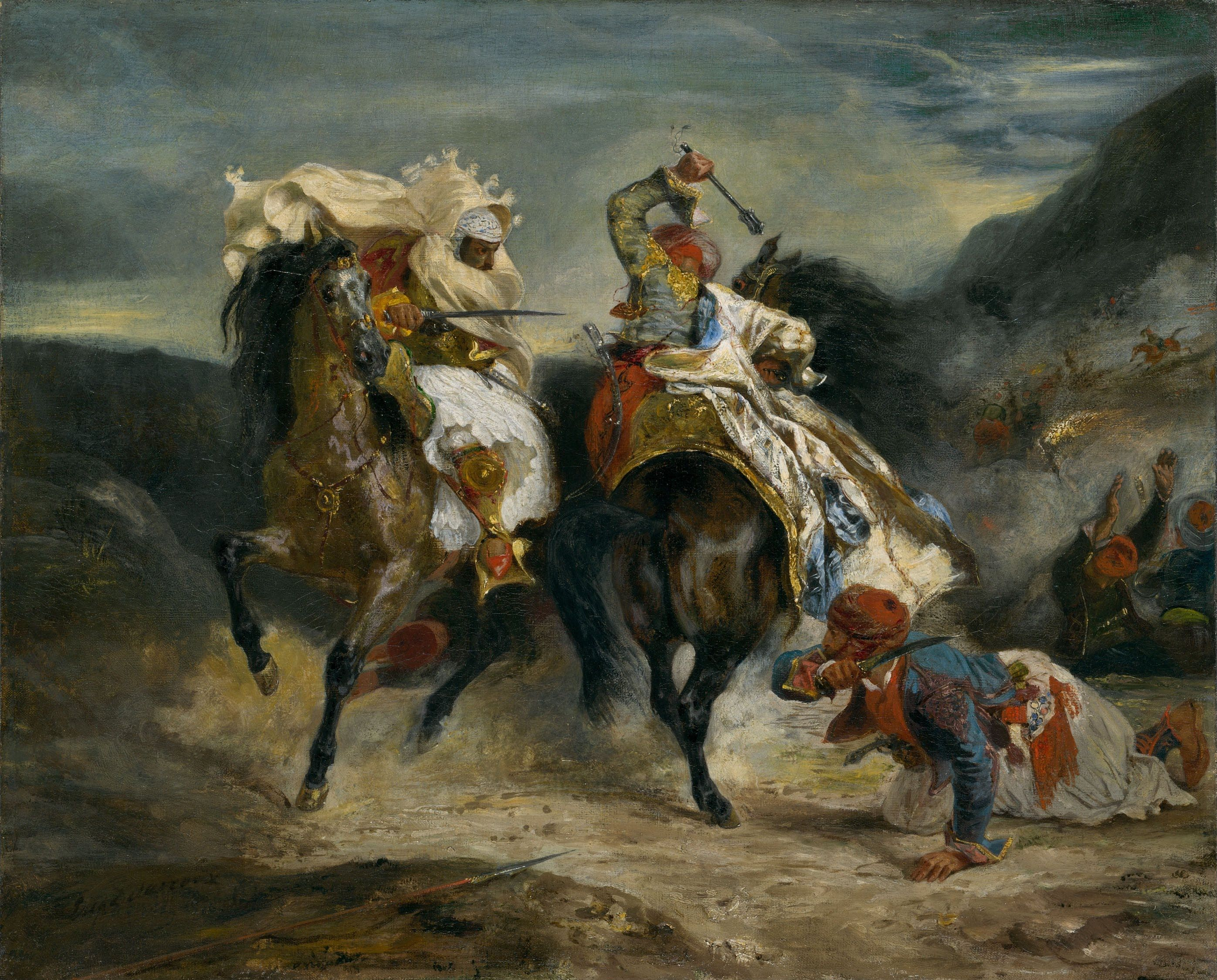
Lupta ghiaurului cu pașa de Eugène Delacroix, 1827, pictură în ulei pe pânză, inspirată de poemul The Giaour al lui Byron

În același timp, un număr de greci se bucurau de poziții privilegiate în aparatul birocratic otoman. Grecii controlau afacerile bisericii ortodoxe prin intermediul Patriarhiei Ecumenice a Constantinopolelui, cea mai mare parte a înaltului cler ortodox fiind de origine greacă. Prin sistemul „milleturilor”, ierarhia predominant elenă a Patriarhiei avea controlul asupra supușilor otomani ortodocși, așa numiții Rum milleti). Începând din secolul al XVIII-lea, membrii unor familii nobiliare elene din Constantinopole, așa-numiții fanarioți, (care și-au primit numele de la cartierul Fanar) au reușit să câștige controlul asupra politicii externe turce și mai apoi asupra întregului sistem birocratic otoman.
O importanța deosebită a avut în această perioadă tradițiile maritime puternice ale locuitorilor insulelor din Marea Egee, laolaltă cu apariția începând din secolul al XVIII-lea a unei puternice clase a negustorilor, a căror bogăție a permis fundarea de școli, biblioteci și finanțarea studiilor tinerilor greci în universități occidentale. Studenții greci au intrat în contact în Europa Occidentală cu ideile Iluminismului, Revoluției Franceze și naționalismului romantic european. Intelectualii influenți ai diasporei elene, precum Adamantios Korais și Anthimos Gazis au încercat să transmită asemenea idei grecilor din patrie, având ca scop atât ridicarea nivelului de cultură al poporului, cât și întărirea sentimentelor naționale. Aceste deziderate au fost atinse prin publicarea a numeroase cărți, broșuri și diverse alte scrieri în limba greacă, proces care a fost cunoscut cu numele de „Diafotismos” (Διαφωτισμός).
Cel mai influent scriitor grec al acestei mișcări au fost Rigas Feraios. Rigas a fost puternic influențat de Revoluția Franceză și a fost primul intelectual care a conceput și organizat o mișcare națională cuprinzătoare care urmărea eliberarea popoarelor subjugate de turci în Balcani și crearea „Republicii Balcanice”. El a fost arestat împreună cu un număr de susținători de către autoritățile habsburgice în Trieste în 1797 și mai apoi predat autorităților otomane. Rigas și conspiratorii săi au fost executați prin strangulare la Belgrad în iunie 1798, iar trupurile lor au fost aruncate în Dunăre. Moartea lui Rigas nu a făcut decât să întețească flacăra naționalismului elen. Poemul său naționalist Thourios (Cântec de luptă) a devenit un simbol al luptei grecilor împotriva dominației otomane.

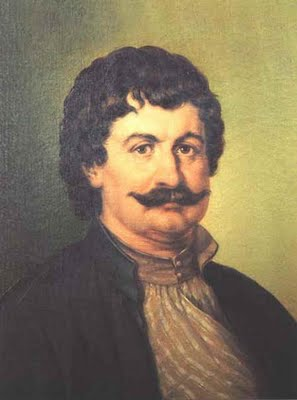
Rigas Feraios

### Klefții și armatoloi
În timpurile acestea de slăbiciune a autorităților centrale, regiunile rurale din Balcani au trecut sub controlul grupurilor de briganzi, care atacau fără deosebire localitățile creștine și pe cele musulmane. Aceștia erau „klefții” (κλέφτες), haiducii eleni. Pentru că sfidau puterea otomană, klefții erau admirați și au ocupat o poziție specială în folclorul elen.
Pentru ca să răspundă atacurilor klefților, otomanii au autorizat și formarea unor miliții ale voluntarilor creștini, care urmau să asigure securitatea zonelor rurale. Membrii acestor miliții au fost cunoscuți ca armatoli (αρματολοί), iar zonele pe care le controlau, în special pasurile montane, au primit numele de armatolik. Cea mai veche miliție rurală a fost înființată în Agrafa, în timpul domniei sultanului Murad al II-lea.

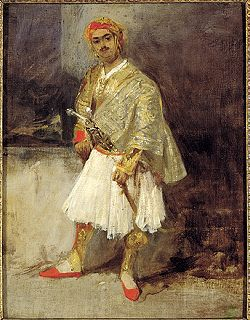
Armatolos

Delimitările dintre klefți și armatoli nu erau, tocmai, clare, cei din urmă trecând adesea în tabăra adversă pentru a smulge mai multe beneficii de la autorități și, prin urmare, alt grup de klefți erau apoi desemnați ca armatoloi pentru a se confrunta cu predecesorii lor.
Până în cele din urmă, klefții și armatolii au format o elită provincială, deși nu o clasă socială, ai căror membri urmau să se unească pentru un țel comun. Odată cu trecerea vremii, poziția armatolilor a devenit una ereditară, iar unii căpitani au început să administreze regiunile armatolik ca pe propria lor proprietate. Aceștia au concentrat în mâinile lor o mare putere, integrându-se în rețeau clientelară care forma administrația otomană. Unii dintre căpitani au reușit chiar să stabilească un control exclusiv în regiunile armatolik de care răspundeau, ceea ce a forțat Înalta Poartă să încerce în mai multe rânduri, fără succes, să schimbe situația. Până la izbucnirea Războiului de independență existau mai mulți armatoloi extrem de puternici în Rumelia, (Tesalia, Epirus și Macedonia sudică). Gemeralul Yannis Makriyannis a afirmat în memoriile sale că armatoloii și klefții, care erau în acea vreme singurele formațiuni armate de care dispuneau grecii, au jucat un rol crucial în revoluția elenă și pot fi considerați pe bună dreptate „fermentul libertății”.

### Filiki Eteria
Moartea de martir al lui Feraios i-a inspirat pe trei tineri negustori greci, Nikolaos Skoufas, Manolis Xanthos și Athanasios Tsakalov. Simțindu-se inspirați de exemplul organizației secrete Carboneria, cei trei au fondat în 1814 la Odesa organizația secretă Filiki Eteria („Societatea Prietenilor"). Odesa era în acele vremuri un important centru comercial al diasporei elene. După ce și-au asigurat sprijinul comunităților elene bogate din Regatul Unit, Statele Unite și unele state din Europa Occidentală, ei au început să conceapă planurile pentru declanșarea unei revolte antiotomane. Obiectivul principal al Eteriei era renașterea Imperiului Bizantin cu capitala la Constantinopole, nu proclamarea unui stat independent elen. La începutul deceniului al treilea al secolului al XVIII-lea, Ioannis Kapodistrias, un grec originar din Insulele Ionice, a devenit ministru de externe al țarului Alexandru I. Eteria i-a propus lui Kapodistrias să devină șeful organizației, dar propunerea a fost respinsă de oficialul rus. Membrii Eteriei i-au propus mai apoi această funcție lui Alexandru Ipsilanti, un fanariot general în armata imperială rusă, aghiotant al țarului. Ipsilanti a acceptat propunerea.
Filiki Eteria și-a mărit rapid efectivele, recrutând membri în Grecia și în diaspora elenă. În 1821, Imperiul Otoman era implicat într-un război cu Persia și trebuia să facă față și rebeliunii din vestul Rumeliei a lui Ali Paşa. Pentru a face față rebeliunii lui Ali, pașa (guvernatorul) din Moreea fusese nevoit să mobilizeze importante forțe care să lupte în Epir. În același timp, marile puteri ale vremii, aliate în „Sistemul Congresului”, care se străduiau să contracareze revoluțiile de după domnia lui Napoleon, erau preocupate de revoltele din Italia și Spania. În aceste condiții politico-militare, revoluționarii greci au socotit că au șanse mari ca revolta să aibă sorți de izbândă. Planul original prevedea declanșarea unor revolte în trei regiuni: în Peloponez, în Principatele Dunărene și la Constantinopole.

## Filoelenismul

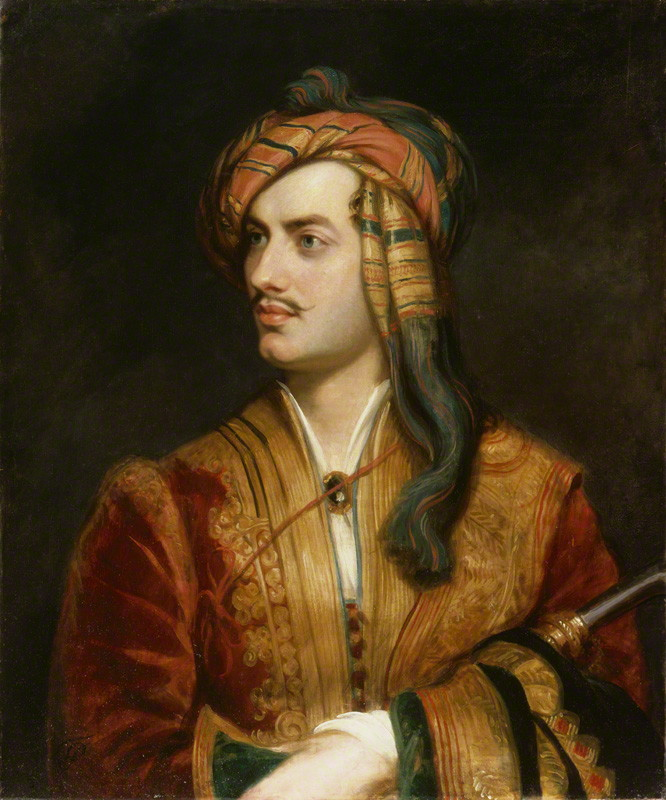
Lordul Byron, (pictură de Thomas Phillips) a fost un filoelenist britanic de frunte, care a murit în timpul revoluției elene

Datorită moștenirii culturale clasice elene, cauza Greciei se bucura de o imensă simpatie în Europa. Numeroși americani bogați și aristocrați europeni, așa cum a fost renumitul poet Lordul Byron sau medicul Samuel Howe, s-au alăturat revoluționarior greci și au luptat cu arma în mână împotriva turcilor. De asemenea, mulți filoeleni au finanțat revoluția. Istoricul scoțian Thomas Gordon a luat parte la luptele revoluționare, iar mai târziu a scris prima istorie a revoluției elene în limba engleză.
Revolta grecilor a avut parte de o mare simpatie în rândul populației europene, deși la început insurecția lor a fost privită cu lipsă de entuziasm din parte marilor puteri europene. O serie de istorici au afirmat că atrocitățile otomanilor au fost larg mediatizate în Europa, în vreme ce crimele de război ale creștinilor au fost trecute cu vederea. Unul dintre masacrele provocate de otomani l-a inspirat pe Eugène Delacroix să pictreze tabloul Masacrul din Chios. Au mai existat și alte lucrări ale lui Delacroixod inspirate de poemele lui Byron. Byron, cel mai cunoscut filoelen, și-a folosit numele, prestigiul și averea pentru susținerea cauzei grecești..
El a petrecut o bună perioadă de timp în Albania și Grecia organizând strângerea de fonduri și provizii, dar a murit de boală la Messolonghi în 1824. Moartea lui Byron nu a făcut decât să crească simpatia europenilor pentru cauza grecilor. Poeziile sale și picturile lui 
Delacroix au schimbat opinia publică în favoarea revoluționarilor revoluționarilor greci. Datorită acestei schimbări, marile puteri au intervenit în conflict în favoarea grecilor.

## Izbucnirea revoluței

### Principatele Dunărene
Alexandru Ipsilanti a fost ales conducător al Eteriei în aprilie 1820 și și-a asumat responsabilitatea planificării insurecției. Intenția lui Ipsilanti era să ridice la luptă toți creștinii din Balcani și să implice Rusia în conflict. Pe 6 martie 1821, el a traversat râul Prut alături de susținătorii săi. Pentru a-i încuraja pe creștinii români să li se alăture, el a anunțat că are sprijinul marilor puteri, inclusiv al Rusiei. După trecerea Prutului, Ipsilanti a dat o proclamație prin care chema toți creștinii să se ridice împotriva otomanilor.
În loc să înainteze direct spre Brăila, unde ar fi putut contracara atacul otoman și ar fi putut spera la ajutorul rusesc, el a rămas la Iași, unde a ordonat executarea unor moldoveni pro-otomani. În București, unde a ajuns la sfârșitul lunii aprilie, după câteva săptămâni întârziere, a considerat că nu se poate încrede în loialitatea pandurilor munteni. El nu a sprijinit revolta antiotomană a lui Tudor Vladimirescu pornită din Oltenia. Relațiile dintre Tudor Vladimirescu, ai cărui panduri ajunseseră la marginea Bucureștiului pe 28 martie, și Ipsilanti s-au deteriorat rapid. Vladimirescu încerca să păstreze relații cordiale atât cu rușii cât și cu otomanii și să-l înlăture pe domnul proaspăt investit, Scarlat Callimachi.
În acest moment, Kapodistrias, ministrul de externe rus, a primit ordin din partea țarului Alexandru I să-i trimită lui Ipsilanti o scrisoare prin care să anunțe retragerea oricărui sprijin imperial. Kapodistrias l-a anunțat pe Ipsilanti că numele său a fost șters de pe listele ofițerilor armatei ruse și că țarul îi ordonă să depună armele, împreună cu susținătorii săi. Ipsilanti a considerat că poate să ignore ordinul imperial, dar Vladimirescu a considerat că ordinul imperial îl eliberează de orice obligații care îl legau de Eterie. Între panduri și eteriști a izbucnit un conflict, iar Vladimirescu a fost arestat și executat de Eterie pe 7 iunie, la Târgoviște. La scurtă vreme după ce eteriștii au pierdut sprijinul pandurilor, a urmat intervenția turcilor în Muntenia. Eteria a fost înfrântă în cursul Bătăliei de la Drăgășani pe 19 iunie 1821.

Alexandru Ipsilanti, fratele său Nicolae și un număr de eteriști s-au retras la Râmnicu Vâlcea, unde au negociat cu autoritățile austriece pentru permisiunea de intra pe teritoriul Transilvaniei. Ipsilanti se temea să nu fie predat turcilor de către trădători din tabăra sa și a lansat zvonul că Austria a declarat război Turciei. Pretextând mai apoi că negociază cu oficialitățile militare austriece, Alexandru Ipsilanti a fugit în Transilvania. Împăratul Francisc I al Austriei, sprijinitor al politicii Sfintei Alianțe, i-a refuzat azilul lui Ipsilanti. Ipsilanti a fost arestat și închis pentru mai mulți ani. Lupta eteriștilor a mai continuat în Moldova ceva vreme, dar până la sfârșitul anului și acest principat reintrase sub controlul otomanilor.

### Peloponez
Peloponezul, regiune în care existau tradiții îndelungate de rezistență antiotomană, a devenit centrul revoltei. La începutul anului 1821, profitând de lipsa guvernatorului turc și celei mai importante părți a trupelor otomane, grecii au considerat că au condiții favorabile declanșării revoltei antiotomane. Theodoros Kolokotronis, un kleft care făcuse serviciul militar în armata britanică în insulele Ionice în timpul Războaielor napoleoniene, s-a reîntors pe 6 ianuarie 1821 și s-a îndreptat spre Peninsula Mani. Turcii au aflat despre sosirea lui Kolokotronis și au cerut beiului local, Petros Mavromichalis, să-l aresteze și să-l predea pe acesta. Mavromichalis a refuzat folosind ca pretext vârsta sa înaintată.

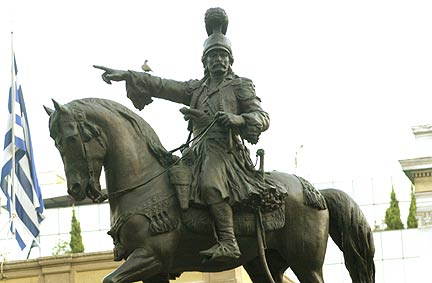
Statuia ecvestră a lui Theodoros Kolokotronis din Atena

Pe 26 ianuarie, o serie de șefi locali și clerici din întreg Peloponezul s-au întâlnit Aigion. Aici, căpitanii klefți s-au declarat gata să declanșeze rebeliunea, în vreme ce cei mai mulți dintre liderii civili s-au arătat sceptici și au cerut garanții cu privire la intervenția rușilor. După sosirea veștilor aventurii lui Ipsilanti în Principatele Dunărene, atmosfera din Peloponez a devenit tensionată și, până pe la mijlocul lui martie, au avut loc incidente izolate antimusulmane. Declanșarea revoluției a fost proclamată pe 25 martie 1821 la mănăstirea Agia Lavra de către arhiepiscopul de Patras, Germanos. Lozinca „Libertate sau moarte” a devenit simbolul revoluției. În tot Peloponezul, în nordul Greciei și în numeroase insule au izbucnit revolte antiotomane. data de 25 martie a fost stabilită ca aniversare oficială a revoluției și este sărbătorită ca Ziua națională a Greciei.

Unul dintre cele mai populare drapele revoluționare, care are legături cu însemnele familiei Kolokotronis.

Pe 17 martie a fost declarat războiul împotriva turcilor de către manioți, (locuitorii din Peninsula Mani). O armată de 2.000 de insurgenți sub comanda lui Petros Mavromichalis a înaintat spre orașul Kalamata, pe care l-au cucerit în ziua de 23 a aceleiași luni. În aceeași zi, Andreas Londos a inițiat insurecția din Vostitsa. Pe 28 martie, la Kalamata a avut loc prima ședință a unui consiliu de guvernare independent grec.
În Ahaia, orașul Kalavryta a fost asediat pe 21 martie. În Patras, dată fiind atmosfera tensionată, turcii își puseseră la adăpost averile și familiile în fortăreața orașului încă din februarie. Pe 22 martie, revoluționarii greci au proclamat începerea luptelor cu turcii în Piața Agios Georgios din Patras, în prezența arhiepiscopului Germanos. A doua zi, liderii revoluținoarilor din Achaia au trimis un document consulatelor străine explicând motivele revoluției. Pe 23 martie, otomanii au lansat atacuri sporadice împotriva orașului, în timp ce revoluționarii conduși de Panagiotis Karatzas i-au respins din fața fortăreței. Yannis Makriyannis, care se ascundea în oraș, își amintește scena în memoriile sale:
„Două zile mai târziu au izbucnit schimburi de focuri în Patras. Turcii au asediat fortăreața, iar romeii (grecii) au cucerit litoralul.”
Până spre sfârșitul lunii martie, grecii controlau practic toate zonele rurale, în timp ce turcii erau constrânși să se apere în fortărețe, precum cele din Patras, Rio, Acrocorinth, Monemvasia, Nafplion și cea din capitala provincială Tripolitsa, unde pe lângă soldații turci se refugiaseră și numeroase dintre familile musulmane, încă de la începutul rebeliunii. Toate fortificațiile deținute de turci au fost asediate fără prea mult succes de forțele neregulate elene, dar nu au putut fi cucerite datorită lipsei pieselor de artilerie. Exceptând Tripolitsa, toate fortificațiile aveau acces la mare și au putut fi aprovizionate de flota otomană. Hotărât să cucerească capitala provincială, Kolokotronis a venit în fruntea a 300 de soldați greci în Arcadia. Odată ajunși în regiune, cei 300 de greci au atacat forțele mult mai numeroase alte turcilor (aproximativ 1.300 de oameni) și au ieșit învingători din confruntarea armată. Pe 5 octombrie, orașul Tripolitsa a fost asediatși cucerit.

### Grecia Centrală

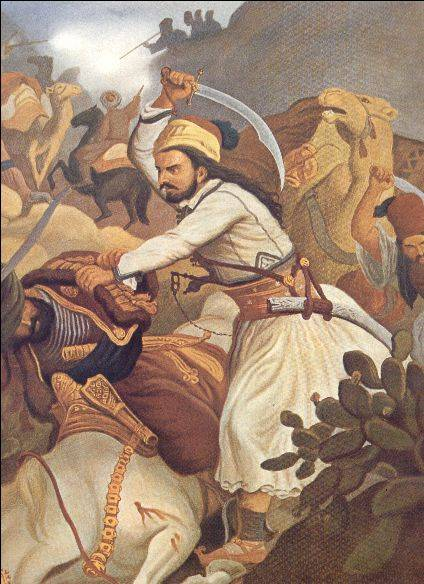
Victoria din bătălia de la Vassilika a asigurat controlul elenilor asupra celei mai mari părți a teritoriului Greciei, (tablou de Peter von Hess)

Un mare număr al armatoloi din Grecia Centrală s-au alăturat forțelor Filiki Eteria. În momentul izbucnirii revoluției, ei au luat armele și s-au alăturat revoluționarilor, (de exemplu Androutsos, Karaiskakis și Athanasios Diakos), unii dintre ei fiind mânați în luptă de interese personale.

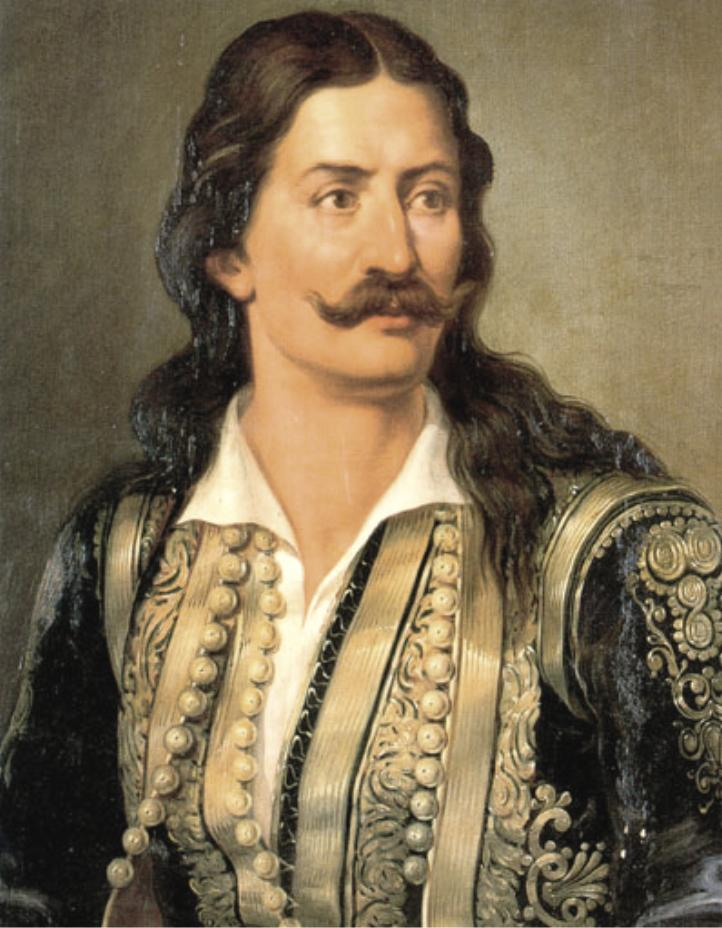
Athanasios Diakos

Prima regiune din Grecia Centrală care s-a ridicat la luptă a fost Phocis pe 24 martie. Boeotia și Livadeia au fost cucerite de Athanasios Diakos pe 29 martie. Două zile mai târziu a fost cucerită Teba. Garnizoana otomană a rezistat în citadela capitalei regionale Salona până pe 10 aprilie, când a fost cucerită de greci. În același timp, grecii au fost înfrânți la Alamana de armata lui Omer Vryonis, luptă în timpul căreia a fost ucis Athanasios Diakos. Înaintarea otomanilor a fost oprită în timpul bătăliei de la Gravia, lângă Muntele Parnassus și ruinele anticului Delphi, de către grecii conduși de Odysseas Androutsos. Vryonis și continuat atacul în Boeotia și a jefuit Livadeia și s-a oprit pentru ca să primească întăriri cu care să continue atacul în Moreea. Întăririle turcești, 8.000 de oameni sub conducerea lui Beiran Paşa, au fost înfrânte în cele din urmă în bătălia de la Vassilika pe 26 august. Înfrângerea acestor forțe otomane l-a obligat pe Vryonis să se retragă, permițându-le astfel forțelor revoluționare elene să-și întărească pozițiile cucerite deja.

### Creta
Cretanii au participat în număr mare la revoluție, dar nu au reușit să se elibereze de sub dominația turcă datorită intervenției forțelor egiptene. Creta avea o lungă tradiție a luptelor antiotomane. O răscoală a creștinilor de pe insulă din 1821 a fost înăbușită în sânge de turci, care au executat mai multe capete ale bisericii ortodoxe de pe insulă, considerați organizatorii și conducătorii rebeliunii. Sultanul Mahmud al III-lea a fost obligat să ceară sprijinul vasalului rebel și rival, pașa Egiptului, căruia i-a oferit controlul asupra „Pașalîcului Cretei”. Armata egipteană a debarcat pe insulă în 1824, iar Ibrahim și-a asumat obligația să înăbușe rebeliunea.
Insula Creta a fost scena luptelor și atrocităților războiului cretano-egiptean între 1821 și 1828. În cele din urmă, musulmanii au fost alungați în fortificațiile orașelor de pe coasta de nord și numeroși dintre ei au pierit de boli și foame în acest timp. În același timp, și creștinii cretani au suferit pierderi umane importante.

### Macedonia
Ascensiunea Salonicului și a altor centre urbane din Macedonia grecească a coincis cu renașterea culturală și politică a Greciei. Idealurile și cântecele patriotice ale lui Regas și a altora asemeni lui au făcut o puternică impresie asupra macedonenilor. În scurtă vreme, fervoarea revoluționară din sudul Greciei s-a răspândit și în restul regiunilor. Liderul și coordonatorul mișcării revoluționare din Macedonia a fost Emmanouel Pappas, era membru al Filiki Eteria din 1819. Papas a jertfit o mare parte a averii sale cauzei revoluției.
Papas a urmat instrucțiunile lui Alexandru Ipsilanti cu privire la pregătirea locuitorilor Macedoniei pentru declanșarea rebeliunii și a încărcat în portul Constantinopol arme și muniții pe un vapor pe 23 martie și a plecat spre Muntele Atos. El a considerat că Muntele Atos ar fi fost cea mai potrivită locație pentru declanșarea insurecției. După cum notează Vacalopoulos, nu au fost făcute pregătiri corespunzătoare pentru declanșarea rebeliunii, iar idealurile revoluționare nu au fost transmise și comunității conservatoare a călugărilor de la Atos. Pe 8 mai, turcii, înfuriați de debarcarea marinarilor din Psara la Tsayezi, de arestarea negustorilor turci și confisacare mărfurilor lor, au năvălit pe străzile din Serres, au percheziționat casele notabilităților căutând arme și au arestat mitropolitul și 150 de negustori, confiscându-le la rândul lor mărfurile, ca represalii pentru jefuirea orașului Psarians.
În Salonic, guvernatorul Yusuf Bey, (fiul lui Ismail Bey), a luat peste 400 de ostatici, pe care i-a închis la cartierul său general. Dintre ostatici, peste 100 erau călugări. De asemenea, el a încercat să-i ia ostatici pe notabilitățile din Polygyros, dar aceștia au aflat din vreme de intențiile lui și au fugit. Pe 17 iunie, grecii din Polygyos au pus mâna pe arme, au ucis guvernatorul local și pe 14 dintre oamenii lui, au rănit pe alți trei și au reușit să respingă atacul unor detașamente turcești. Pe 18 mai, când Yusuf a aflat de evenimentele din Polygyros și de izbucnirea revoltelor și în Chalkidiki, a ordonat masacrarea a jumătate dintre ostatici. Unul dintre turcii martori oculari ai masacrului a lăsat o descriere a represaliilor lui Yusuf. Conform acestuia, pe parcursul întregii zile și nopți, pe străzile din Salonic nu se auzeau decât răcnete și vaiete, în condițiile în care turcii, în frunte cu Yusuf se purtau ca nebunii.
Comunitatea elenă din Salonic avea să se refacă de abia spre sfârșitul secolului după represaliile lui Yusuf. Cu toate acestea, revolta a luat amploare pe Muntele Atos, în Kassandra și pe insula Thasos. Între timp, revolta din Chalkidiki progresa încet și dezorganizat. În iunie 1821, insurgenții au încercat să taie legăturile dintre Tracia și sudul țării în încercarea de a-l împiedica pe serskerul Hadji Mehmet Bayram Paşa să transfere forțele din Asia Mică în sudul Greciei. În ciuda faptului că grecii au reușit să întârzie mișcarea de trupe, ei au fost în cele din urmă înfrânți în lupta de la pasul Rentina.
Insurecția din Chalkidiki a fost după acest moment limitată la regiunea peninsulelor Muntelui Atos și Kassandra. Pe 30 octombrie a avut loc o contraofensivă turcă condusă de noul pașă de Salonic, Mehmet Emin Abulubud, încununată de un succes decisiv al otomanilor în lupta de la Kassandra. Grecii supraviețuitori, printre care s-a aflat și Papas, au fost salvați marinarii eleni, care i-au transportat pe mai multe insule, printre care Skiathos, Skopelos și Skyros. Papas a murit în cele din urmă în timp ce se îndrepta spre Hydra, pentru a se alătura revoltei de aici. Sithonia, Muntele Atos și Thasos au capitulat în cele din urmă.
În ciuda acestor victorii otomane, revolta s-a răspândit din Macedonia centrală spre vestul regiunii, de la Muntele Olimp spre Pieria și Vermion. În toamna anului 1821, Nikolaos Kasomoulis a fost trims spre sudul Greciei ca „reprezentant al Macedoniei de sud-est” și s-a întâlnit cu Demetrius Ipsilanti (fratele lui Alexandru Ipsilanti) . El avea să-i scrie mai apoi lui Papas de la Hydra, să viziteze zona Muntelui Olimp și să-i înflăcăreze pe căitanii locali cu entuziasmul patriotic. La începutul anului 1822, Anastasios Karatasos și Aggelis Gatsos s-au întâlnit cu diferiți armatoloi. Ei au decis ca insurecția să se bazeze pe trei centre urbane Naoussa, Kastania și Siatista.
În martie 1822, otomanul Mehmet Emin a câștigat o serie de victorii decisive la Kolindros and Kastania. Mai spre nord, în vecinătatea orașului Naousa, Zafeirakis Theodosiou, Karatasos și Gatsos au organizat apărarea localității, iar primele confruntări armate au dat câștig de cauză grecilor. Mehmed Emin a venit mai apoi la porțile orașului în fruntea a 10.000 de soldați ai trupelor regulate și a altor 10.600 ai trupelor neregulate. După mai multe încercări, Mehmet Emin a reușit să cucerească Naousa, e adevărat, și cu ajutorul trădării unor dușmani ai lui Zafeirakis, care au dezvăluit turcilor existența unui punct slab apărat, „Alonia”. După cucerirea de către turci a orașului au urmat execuții și torturi ale civililor. Există mărturii cu privire la sinuciderea unor femei, care s-ar fi aruncat în apele cascadei Arapitsa, într-o încercare disperată de evitare a sclaviei. Cei care au reușit să scape din asediul de la Naousa s-ai retras spre Kozani, Siatista și spre râul Aspropotamos, sau au reușit să se salveze pe vasele grecești care i-a evacuat în insulele Mării Egee.

## Războiul naval
Încă de la începutul revoluției, succesul războiului naval a fost vital pentru greci. Dacă grecii nu ar fi reușit să contracareze acțiunile flotei otomane, aceasta ar fi fost capabilă să aprovizioneze garnizoanele turce izolate și să asigure debarcarea de trupe din provinciile asiatice ale Imperiului Otoman. Eșecul acțiunilor navale ale grecilor ar fi dus la zdrobirea insurecției. Flota elena a fost înzestrată în principal de locuitorii bogați ai insulelor egeene, în special a celor de pe trei insule: Hydra, Spetses și Psara. Fiecare insulă a echipat, a asigurat echipajul și a întreținut propria escadră, aflată sub comanda unui amiral local. În ciuda faptului că erau încadrate cu marinari experimentați, navele grecești nu erau construite ca nave de război, fiind echipate doar cu tunuri ușoare deservite de marinari civili. Flota elenă lupta împotriva unei flote otomane, care se bucura de anumite avantaje. Astfel, navele erau construite ca vase de lupte, deservite de echipaje de marinari militari, se bucurau de sprijinul întregului aparat de stat otoman. În plus, flota otomană era condusă în mod unitar de Kaptan Pasha. Flota otomană era compusă din 23 de corăbii de linie dotate cu 80 de tunuri și 7 sau 8 fregate cu câte 5o de tunuri, 5 corvete cu câte 30 de tunuri și aproximativ 40 de bricuri cu câte 20 de tunuri.

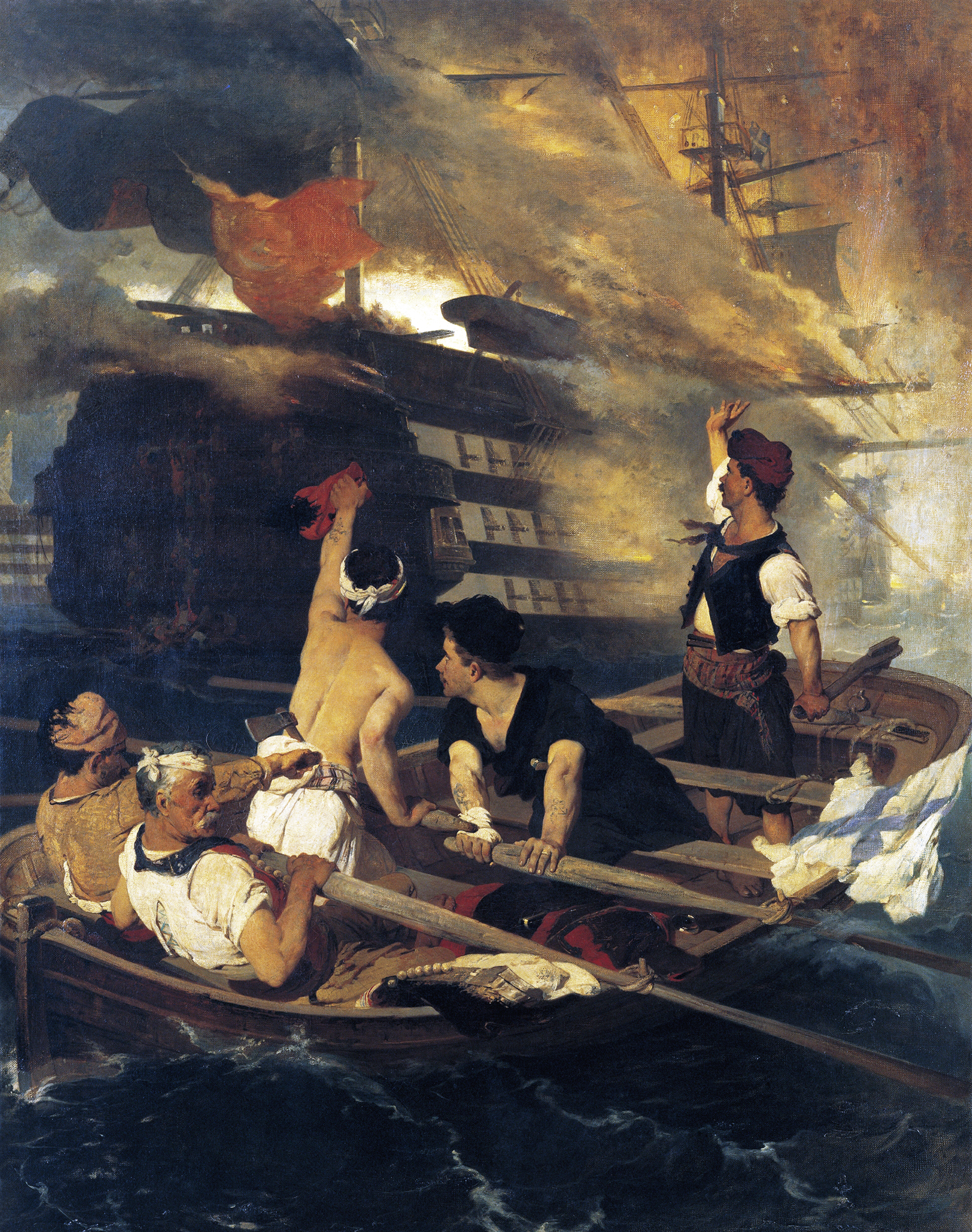
Distugerea vasului-amiral turc la Chios de către Konstantinos Kanaris

În aceste condiții, grecii au luat hotărârea să folosească corăbiile incendiare (în limba greacă: πυρπολικά ori μπουρλότα), care se dovediseră eficiente în timpul acțiunii lui Orlov din 1770. Primul test a fost făcut la Eresos pe 27 mai 1821, când o fregată turcă a fost distrus în urma atacului condus de Dimitrios Papanikolis. Grecii au descoperit o armă eficientă împotriva vaselor otomane. În anii care au urmat, succesele corăbiilor incendiare au crescut încrederea grecilor în ele. Ele au fost folosite și în bătălia navală în care a fost distrus vasul-amiral otoman de către Konstantinos Kanaris la Chios. Grecii au folosit în total 59 de corăbii incendiare, 39 dintre ele fiind folosite în atacuri încununate de succes. 
De asemenea, au fost folosite și atacurile convenționale, în timpul cărora căpitani precum Andreas Miaoulis, Nikolis Apostolis, Iakovos Tombazis sau Antonios Kriezis au obținut succese notabile. Primele victorii ale flotei elene împotriva împotriva otomanilor la Patras și Spetses a crescut enorm încrederea echipajelor corăbiilor grecești și a contribuit mult la succesul insurecției din Peloponez.
După ceva vreme, în condițiile în care grecii se implicaseră în lupte intestine, sultanul a cerut ajutorul unui dintre cei mai puternici vasali ai săi, Muhammad al Egiptului. Datorită războiului civil și problemelor financiare, flota elenă nu a mai putut să prevină cucerirea și prădarea insulelor Kasos și Psara în 1824 și debarcarea egipteană de la Methoni. În ciuda victoriilor navale inițiale, revoluția elenă a fost amenințată să fie înăbușită, fiind salvată doar de intervenția Marilor Puteri în timpul bătăliei de la Navarino din 1827.

## 1822 – 1824
Revoluționarii nu au reușit să profite de primele lor succese din 1821, iar otomanii au preluat inițiativa în vestul și estul Greciei conduse de Mustafa Reshit Paşa⁠(d) și Mahmud Dramali Paşa⁠(d). În cadrul ofensivei din răsărit, turcii au traversat Rumelia, au invadat Moreea, dar au fost înfrânți la Dervenakia. Și campania din vest a avut o soartă similară. Armata lui Mustafa Reshid a fost înfrântă în bătălia de la Karpenisi. În timpul acestei lupte a murit revoluțioarul elen Markos Botsaris. Vestea morții lui Botsaris a generat un val de simpatie pentru cauza elenă în toată Europa.

## Revoluția în pericol

### Problemele interne ale grecilor

Primul drapel național al Greciei în foma adopatata în 1822.

În perioada 15 – 20 noiembrie 1821 a avut loc un consiliu național la Salona, la care au participat cei mai importanți lideri civili și militari eleni. Sub președinția lui Theodoros Negris, ei au conceput un proiect de Constituției al regiunii - „Ordinea Legală a Greciei Continentale Răsăritene”  (Νομική Διάταξις της Ανατολικής Χέρσου Ελλάδος) – și au înființat un consiliu de conducere, „Areopagul Greciei Continentale Răsăritene”, format din 71 de lideri locali din Grecia estică, Tesalia și Macedonia.
O lună mai târziu, s-a format la Epidaurus prima „Adunare Națională a Epidaurusului”, care l-a ales președinte pe Demetrius Ipsilanti.
Areopagusul a fost înlocuit din punct de vedere oficial de administrația centrală provizorie, înființată de prima Adunare Națională, dar consiliul a continuat să existe și să exercite o influență și autoritate considerabilă, e adevărat însă, în numele guvernului național. Ca urmare, au izbucnit tensiuni între Aeropagus, care era dominat de grecii din regiunea centrală a țării, și Adunarea Națională, care era dominată de greci din Peloponez, care au dus la o primă ruptură între revoluționari. Relațiile dintre cele două organizații au ajuns să fie foarte tensionate și s-a ajuns în situația în care să izbucnească un adevărat război civil între grecii susținători ai celor două autorități.

### Intervenția egiptenilor

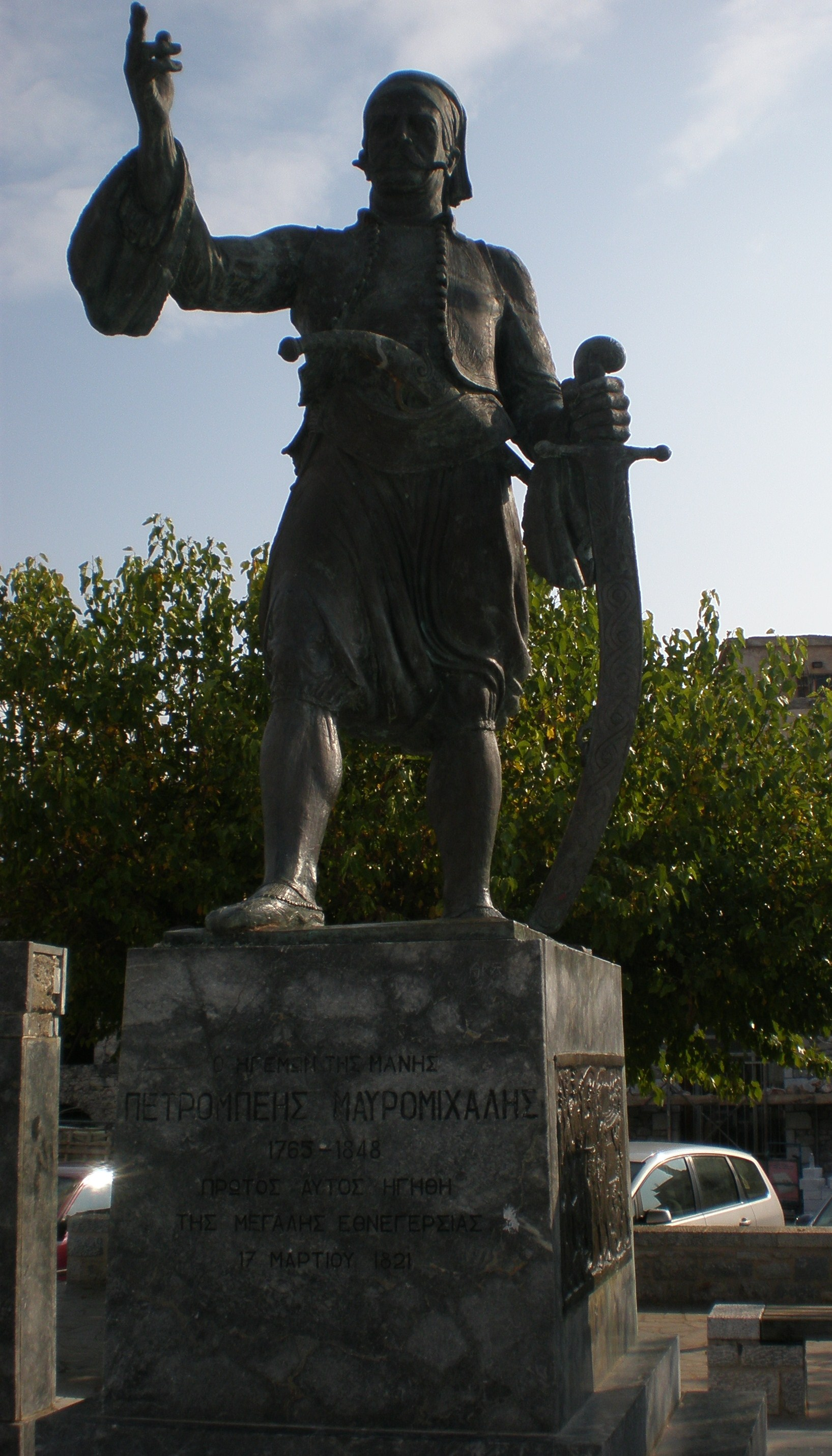
Statuia lui Petros Mavromichalis din Areopoli, cel care a eliberat Kalamata și a apărat Mani

Drapelul maniot „Victorie sau moarte, înapoi cu scutul, sau pe scut”

Sultanul a apelat la vasalul său, liderul egiptean Mehmet să intervină. Mahmet Ali a fost de acord să îl trimită pe fiul său, Ibrahim Paşa, în fruntea unei forțe expediționare în Grecia, cerând în schimb să i se recunoască controlul asupra Cretei, Ciprului, Peoloponezului și Siriei. Mehmet își făcea deja planuri să recupereze cheltuielile de război prin exploatarea noilor teritorii, prin alungarea țăranilor greci și înlocuirea lor cu egipteni.
Ibrahim Paşa a debarcat cu forțele de sub comanda sa la Methoni pe 24 februarie 1825. O lună mai târziu, primului val de debarcare i s-au adăugat încă 10 000 de infanteriști și 1 000 de cavaleriști. Ibrahim a înfrânt mica garnizoană elenă de pe insula Sphacteria din largul regiunii Messenia. În condițiile în care grecii nu păreau să fie capabili să opună o rezistență serioasă, Ibrahim a devastat vestul Peloponezului și a obținut o importantă victorie la Maniaki. Încercările liderilor eleni de a pune zăgaz înaintării egiptenilor au eșuat pe una câte una. Ibrahim a cucerit orașul Argos și s-a apropiat amenințător de Nafplion. Nafplion a fost salvat doar de comodorul Gawen Hamilton din Royal Navy, care a dat ordin ca vasele militare aflate sub comanda sa să fie plasate în largul portului într-o formație care părea că este organizată pentru o debarcare în sprijinul grecilor.

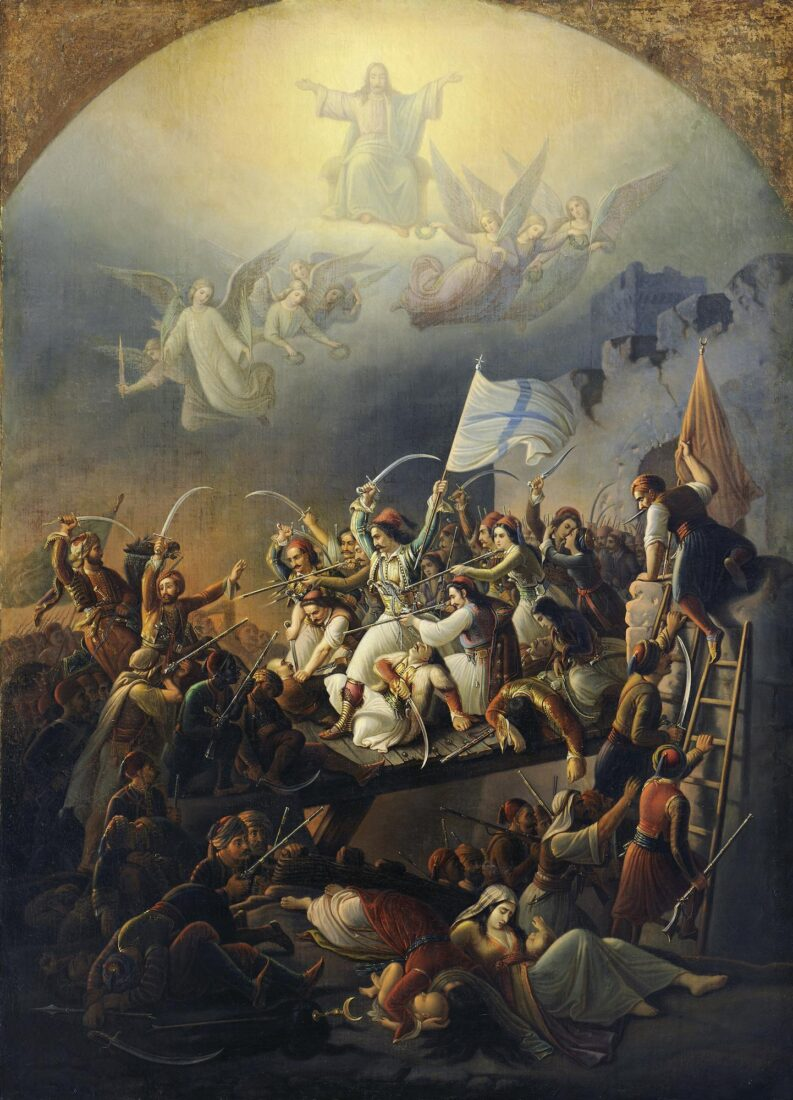
„Atacul de la Missolonghi” de Theodoros Vryzakis (1855)

În același timp, trupele otomane asediau Missolonghi pentru a treia oară. Asediul a început pe 15 aprilie 1825, ziua în care Navarino a fost cucerit de Ibrahim Paşa. Turcii au încercuit orașul și au început să sape tranșee și să plaseze baterii de artilerie. Primul atac de amploare al otomanilor nu a fost lansat până în august, când turcii au reușit să mineze și să dărâme o porțiune din zidul de apărare al orașului. Grecii au contraatacat și i-au respins pe turci. În aceiași noapte, grecii au lansat un raid împotriva tranșeelor și bateriilor de artilerie otomane, reușind să producă mari pierderi inamicului.
Ambele tabere erau aprovizionate pe mare. Grecii aveau însă greutăți să-și plătească marinarii. Acest lucru a făcut ca doar câțiva căpitani să accepte să lupte fără să fie plătiți. La începutul toamnei, flota elenă sub comanda lui Miaoulis au obligat corăbiile otomane din Golful Corint să se retragă, după un atac cu vase incendiare. Pe la mijlocul iernii, Ibrahim a părăsit Navarino, a traversat Golful Corint și s-a alăturat turcilor care asediau Missolonghi. Nici sosirea trupelor egiptene nu i-a ajutat pe otomani să străpungă apărarea grecilor după șase săptămâni de lupte.
În primăvara anului 1826, egiptenii au reușit, după lupte care le-a adus pierderi importante, să cucerească regiunea mlaștinilor din apropierea orașului. În acest moment, legătura asediaților cu marea a fost tăiată, iar ruta lor de aprovizionare a fost blocată. În ciuda faptului că liderii turco-egipteni au oferit condiții acceptabile în cazul capitulării, grecii au refuzat să se predea și au continuat lupta. Pe 22 aprilie, grecii au hotărât ca atace liniile egiptene cu 3 000 de luptători, pentru a deschide o cale pentru evacuarea a aproximativ 6 000 de femei, copii și necombatanți. Un informator bulgar l-a anunțat pe Ibrahim despre intenția grecilor. Doar 1 800 de greci au reușit să-și croiască drum prin liniile egiptene. aproximativ 3 – 4 000 de femei și copii greci au căzut prizonieri și au fost transformați în sclavi, iar grecii care au rămas în oraș au hotărât să se arunce în aer cu încărcături de praf de pușcă pentru evitarea luării în sclavie.
Ibrahim a trimis un negociator în regiunea Mani, cerându-le locuitorilor să se predea, altfel aceștia fiind amenințați cu distrugerea, în același mod în care fusese devastat și Peloponezul. Manioții, în loc să accepte termenii egiptenilor, au răspuns plini de mândrie că refuză capitularea și sunt gata să lupte împotriva forțelor lui Ibrahim.
Ibrahim a încercat pe 21 iunie 1826 să intre în regiunea Mani prin nord-est, lângă Almiro. Cei 7 000 de egipteni au fost obligați să se oprească în fața fortificațiilor de la Vergas, unde 2 000 de manioți și 500 de refugiați din alte regiuni ale Greciei i-au atacat și obligat să se retragă. Și o a doua tentativă a egiptenilor de înaintare a fost respinsă, mai mult chiar, turco-egiptenii au fost obligați să se retragă până la Kalamata cu forțele maniote pe urmele lor. În timpul acestor tentative eșuate de înaintare, forțele lui Ibrahim au pierdut aproximativ 2 500 de oameni, ceea ce a dus la zădărnicirea oricărui plan pentru continuarea invaziei dinspre nord. Ibrahim a mai încercat de câteva ori să cucerească regiunea, dar de fiecare dată forțele turco-egiptene au fost respinse cu pierderi grele.

## Intervenția puterilor europene
Vedeți și: Bătălia de la Navarino și Problema Orientală

### Atitudinea inițială a puterilor europene
Atunci când veștile despre izbucnirea revoluției elene au ajuns în Europa, toate marile puteri ale vremii au reacționat cu o ostilitate nedisimulată. Deși marile puteri recunoșteau că Imperiul Otoman se află într-un proces de dezintegrare, ele nu știau cum să gestioneze acest proces, (o problemă cunoscută în epocă drept „Chestiunea Orientală”). Ministrul de externe britanic, vicontele Castlereagh, se temea de complicațiile pe care le-ar genera un asemenea eveniment. Temeri asemănătoare erau împărtășite și de ministrul de externe austriac, prințul Metternich, iar împăratul Rusiei, Alexandru I, considera că numai păstrarea status quo-ului putea asigura pacea în Europa. Toți acești oameni de stat erau în favoarea păstrării așa-numitei „Înțelegeri a Europei”.
Metternich încerca de asemenea să șubrezească poziția ministrului de externe rus, Ioannis Kapodistrias, care era de origine elenă. Kapodistrias îi ceruse împăratului ca Rusia să declare război Turciei și să elibereze Grecia, o acțiune care ar fi dus la creșterea prestigiului imperiului. Metternich a reușit să-l convingă pe Alexandru I că ministrul Kapodistrias avea legături cu revoluționarii italieni Carbonari. Datorită acestui fapt, ministrul de externe rus a căzut în dizgrație. Kapodistrias a demisionat din funcție ca urmare a reacției Rusiei la acțiunea lui Ipsilanti și s-a autoexilat în Elveția. Poziția lui Alexandru I era totuși fluctuantă, date fiind pretențiile sale de protector al ortodoxiei. În plus, creștinii ruși au fost puternic afectați de condamnarea la moarte a patriarhului. Acest complex de factori explică de ce, după denunțare hotărâtă a revoluției elene, împăratul Rusiei a dat în cele din urmă un ultimatum Constantinopolelui pe 27 iulie 1821. Primejdia izbucnirii războiului a fost îndepărtată pentru ceva vreme, după ce sultanul a fost de acord, ca urmare a intervențiilor lui Metternich și Castlereagh, să facă unele concesii rușilor. Pe 14 decembrie 1822, Sfânta Alianță a denunțat revoluția elenă, pe care au considerat-o ca o acțiune insolentă și prost organizată.

### Schimbarea de atitudine
În august 1822, a fost numit un nou ministru de externe în persoana lui George Canning. Canning ținea seama de simpatia populară față de cauza grecilor și considera că se apropia vremea când ar fi fost necesară o înțelegere între părțile aflate în conflict. În plus, el se temea că Rusia ar fi putut întreprinde măsuri unilaterale împotriva Turciei. Canning avea să declare în martie 1823 că atunci când o întreagă națiune se revoltă împotriva cuceritorilor săi, națiunea nu poate fi considerată una „piraterească”, ci una în stare de război. El a atras atenția Imperiului Otoman în luna februarie a aceluiași an asupra faptului că Regatul Unit avea să păstreze relațiile amicale cu Turcia numai în condițiile în care drepturile supușilor creștini ai sultanului erau respectate. Comisarul britanic al Insulelor Ioniene, care erau sub controlul Londrei, a primit ordinul să-i considere în stare de război cu turcii, ceea ce ușura acțiunile elenilor de perturbare a aprovizionării turcilor. Aceste măsuri au dus la creșterea influenței britanice în zonă. Această influență a crescut odată semnarea unor înțelegeri de împrumut dintre greci și mai multe bănci britanice în 1824 și 1825. Aceste împrumuturi au transformat practic City of London în finanțatorul revoluției elene și a dus la apariția unui partid filobritanic în Grecia, care considera că doar sprijinul Regatului Unit putea asigura câștigarea independenței țării. În același timp, au apărut și partide filofranceze și filoruse. Fiecare dintre aceste facțiuni avea să participe la o luptă dură pentru putere în timpul domniei regelui Otto.
După ce pe tronul Rusiei s-a urcat împăratul Nicolae I în decembrie 1825, Canning a decis să ia măsuri imediate. El l-a trimis pe ducele de Wellington ca ambasador în Rusia. După consultări diplomatice intense a fost semnat Protocolul de la Sankt Petersburg din 4 aprilie 1826. Acest document stipula ca cele două puteri să acționeze ca mediatori între greci și turci, pornind de la premisele câștigării autonomiei complete a Greciei în cadrul statului otoman. Chiar înainte de întâlnirea cu Wellington, împăratul Rusiei trimisese un ultimatul Porții, prin care cerea evacuarea Principatelor Dunărene și rezolvarea chestiunilor aflate în suspensie între cele două puteri de către ambasadori plenipotențiari turci trimiși la negocieri în capitala Rusiei. Sultanul a fost de acord să-și trimită ambasadorii la negocieri și, pe 7 octombrie 1826, a semnat Convenția de la Akkerman, acceptând pretențiile țarului cu privire la Serbia și Principatele Dunărene.

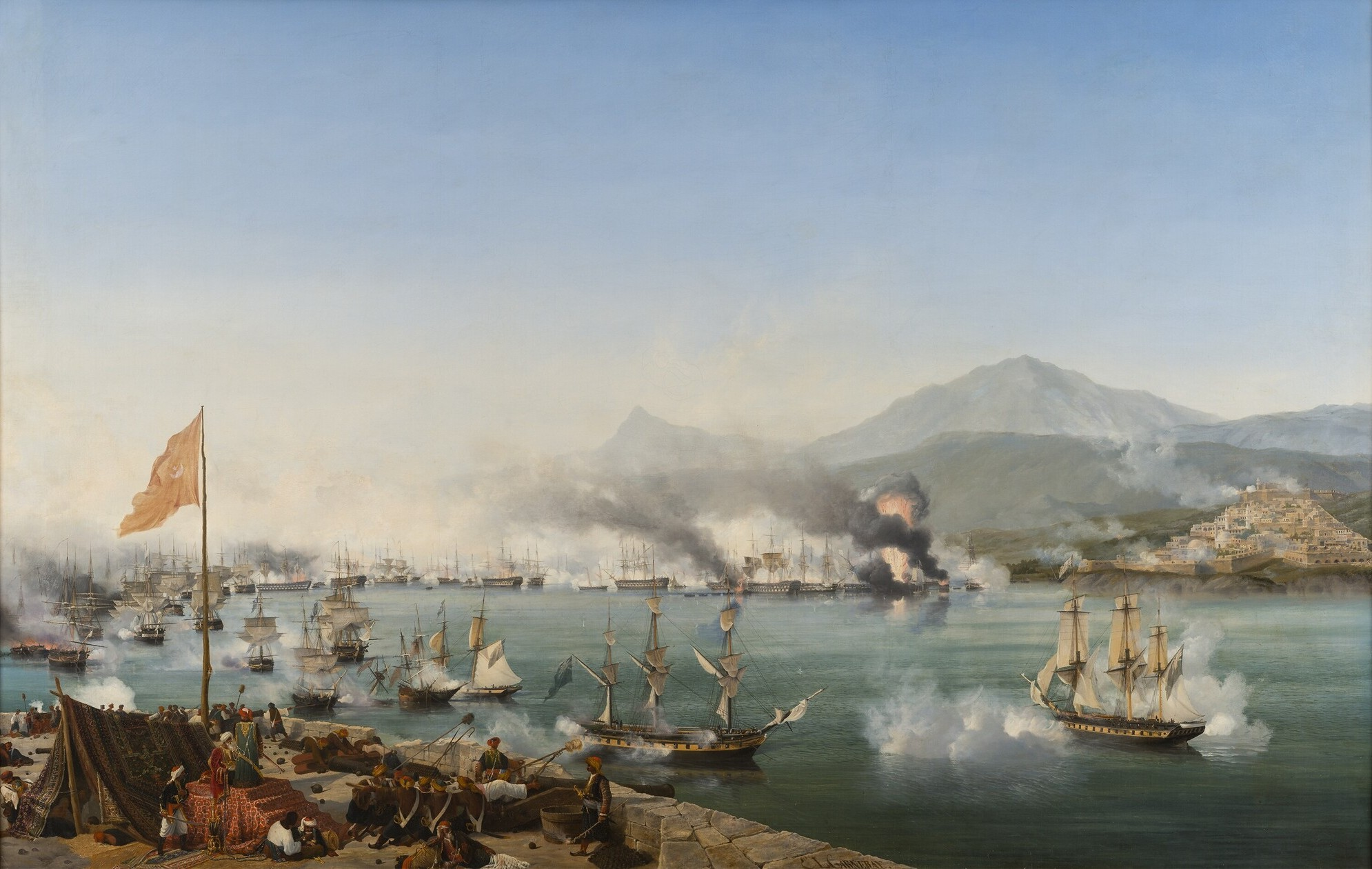
Bătălia navală de la Navarino, tablou de Ambroise Louis Garneray (1827).

Grecii s-au supus condițiilor mediatorilor europeni, dar turcii și egiptenii nu s-au arătat dornici să oprească luptele. Drept consecință, Canning a început negocierea unui tratat tripartid (6 iulie 1827) cu Franța și Rusia. Tratatul prevedea ca puterile semnatare să-și ofere încă o dată oficiile de mediatori și, în condițiile în care turcii ar fi respins oferta, să intervină prin orice mijloace pentru oprirea ostilităților. Pe la sfârșitul lunii iulie 1827, în Grecia au ajuns veștile despre finalizarea echipării noii flote egiptene în portul Alexandria. Aceasta a început deplasarea spre Navarino, unde urma să se alăture restului flotei egipteano-turce. Această forță navală avea ca prim obiectiv atacarea Insulei Hydra și scoaterea flotei sale din luptă. Pe 29 august, Poarta a respins în mod oficial medierea europeană și, prin urmare, comandantul flotelor britanice și franceze din Marea Mediterană, amiralii Edward Codrington și Henri de Rigny, și-au deplasat corăbiile de sub comanda lor în Golful Argos și au luat legătura cu reprezentanții grecilor la bordul HMS Asia.

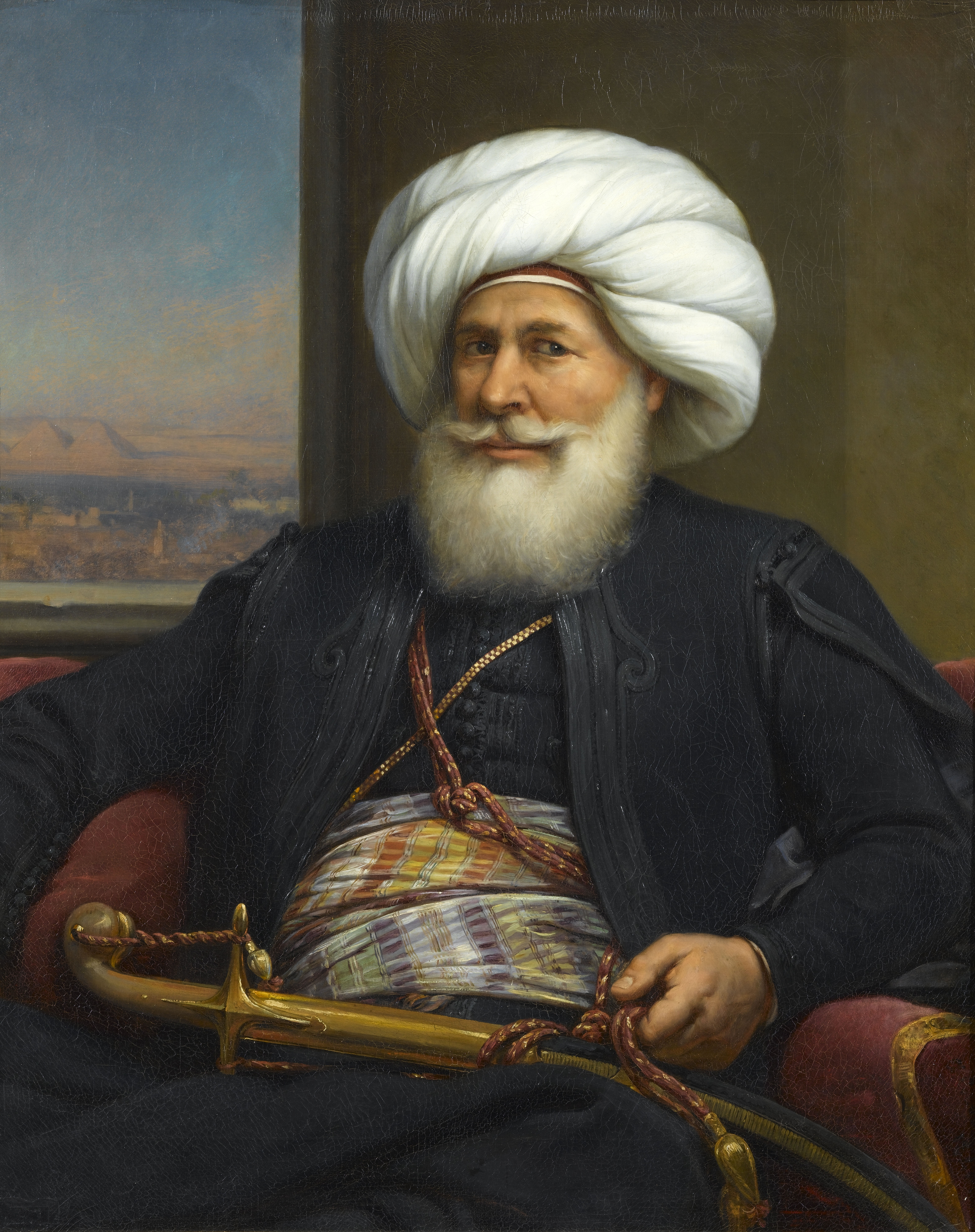
Portretul lui Muhammad Ali Paşa, tablou de Auguste Couder, 1841. Expediția acestuia în Pelopoponez a precipitat intervenția puterilor europene în conflictul din Grecia

După ce delegația elenă condusă de Mavrocordatos a acceptat termenii anglo-franco-ruși, aliații au declarat că sunt sprijinitorii semnării unui armistițiu. În același timp, forțele navale anglo-franceze au primit ordinul să intercepteze transporturile de provizii pentru forțele lui Ibrahim. Când flota lui Mehmet Ali a părăsit Alexandria în ciuda avertismentelor franco-britanice și s-a alăturat restului flotei otomano-egiptene la Navarino pe 8 septembrie, Codrington s-a deplasat aici cu escadra de sub comanda sa. Navele britanice au ajuns la Navario pe 12 octombrie. A doua zi, a sosit și escadra franceză condusă amiralul de Rigny și cea rusă, de sub comanda lui L. Heyden. Codgrinton și de Rigny au încercat să negocieze cu Ibrahim, dar acesta a insistat că trebuie să se supună ordinului sultanului de distrugere a Hydrei. Codrington a amenințat că orice încercare a flotei otomano-egiptene de părăsire a radei va duce la distrugerea acesteia. Ibrahim a acceptat să ceară sultanului în scris schimbarea ordinului de atac și, în același timp, a cerut oprirea acțiunilor ofensive ale grecilor și filelenilor. Codrington a promis la rândul lui că va opri atacurile elenilor împotriva armatei musulmane. Mai apoi, a permis majorității navelor de sub comanda sa să părăsească Navarino și să se reîntoarcă la Malta. În același timp, flota franceză a plecat la rândul ei în insulele Mării Egee.
În momentul în care un filogrec, Frank Hastings, a distrus o escadră navală turcă, Ibrahim a trimis un detașament să atace agresorul. Codrington nu a fost informat despre acțiunea lui Hastings și a tras concluzia că Ibrahim a încălcat înțelegerile. Ca urmare, comandantul britanic a interceptat detașamentul naval turco-egiptean și l-a obligat să se reîntoarcă la bază. A doua zi, întreaga flotă condusă de însuși Ibrahim a fost obligată să se reîntoarcă la bază, după ce a încercat să iasă în larg în urmărirea lui Hastings. Codrington și-a chemat din Malta toate navele. Lui i s-au alăturat și contingentele francez și rus. Ibrahim începuse în acel moment o campanie de anihilare a rebelilor greci din Peloponez, fiind convins că aliații europeni fuseseră cei care încălcaseră înțelegerea.
Pe 20 octombrie 1827, vasele de război britanice, ruse și franceze au intrat în Golful Navarino atât ca să se adăpostească de furtună, cât și pentru a împiedica ieșirea în larg a flotei turco-egiptene. Un ofițer de legătură britanic, trimis în misiune să ceară retragerea corăbiilor incendiare egiptene a fost împușcat mortal. Echipajul fregatei la bordul căreia se afla ofițerul britanic împușcat a răspuns cu focuri de muschetă. Egiptenii au răspuns lansând o ghiulea împotriva vasului amiral francez, „Sirene”, iar francezii au deschis la rândul lor focul.
Bătălia s-a încheiat cu o victorie completă a aliaților europeni și cu anihilarea flotei egipteano-turce. Doar 14 corăbii turco-egiptene dintre cele 89 care au luat parte la luptă s-au mai întors în portul Alexandria. Aproximativ 8.000 de membrii ai echipajelor lor au pierit în luptă. Aliații nu au pierdut nicio navă în luptă și au avut doar 181 morți dintre militarii îmbarcați. Poarta a cerut compensații pentru corăbiile pierdute, dar europenii au refuzat să plătească, motivând că turcii au acționat ca agresori. Ambasadorii celor trei puteri europene au părăsit Constantinopolul. Bătălia a fost aspru criticată în Anglia, fiind considerată un „eveniment regretabil”, în condițiile în care Turcia a fost caracterizată drept un „aliat vechi”. Codrington a fost la rândul lui blamat pentru că a permis vaselor turco-egiptene să se retragă cu toată prada, inclusiv cu 2.000 de greci care aveau să fie vânduți ca sclavi. În schimb, în Franța, vestea victoriei de la Navarino a fost întâmpinată cu entuziasm, iar guvernul s-a bucurat de o creștere neașteptată de popularitate. Rusia s-a folosit de eveniment pentru a declara război Turciei.
În octombrie 1828, scena politică elenă s-a regrupat și s-a format un nou guvern sub conducerea lui Kapodistrias. Grecii s-au străduit ca, până în momentul în care guvernele europene aveau să impună un armistițiu, să cucerească controlul asupra cât mai multor teritorii, inclusiv asupra orașelor Atena și Teba. Guvernele britanic și rus au acceptat inițiativa Parisului, care a propus ca un corp expediționar francez să fie trimis în Peloponez pentru alungarea forțelor terestre ale lui Ibrahim. Pe 30 august 1828, corpul expediționar francez sub conducerea lui Nicolas Joseph Maison a debarcat la Petalidi. Francezii au luptat alături de greci, reușind să alunge toate forțele ostile până pe 30 octombrie. Se poate spune că Maison a impus astfel respectarea convenției negociate și semnate de Codrington și Muhammad Ali la Alexandria, prin care se stipula retragerea tuturor forțelor egiptene din Peloponez.
Ultima luptă majoră din cadrul războiului a fost bătălia de la Petra. Forțele elene comandate de Demetrius Ipsilanti, instruite în stil occidental, au renunțat la tacticile de gherilă și au reușit să câștige o importantă victorie împotriva forțelor lui Aslan Bei. Turcii au cedat toată regiunea cuprinsă între orașul Livadeia și râul Spercheios, primind în schimb dreptul de trecere liberă pentru trupele care se retrăgeau din Grecia Centrală.

### Evoluția de la autonomie la independență

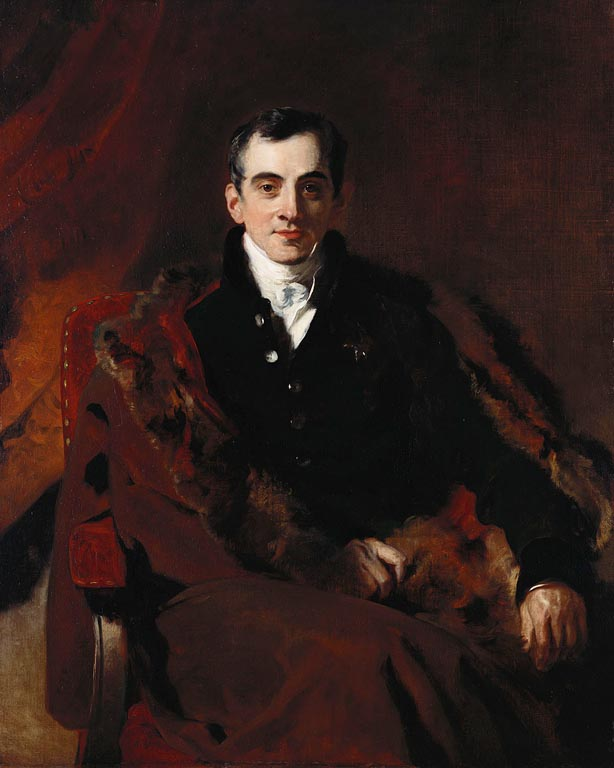
Ioannis Kapodistrias a fost primul șef al statului independent grec

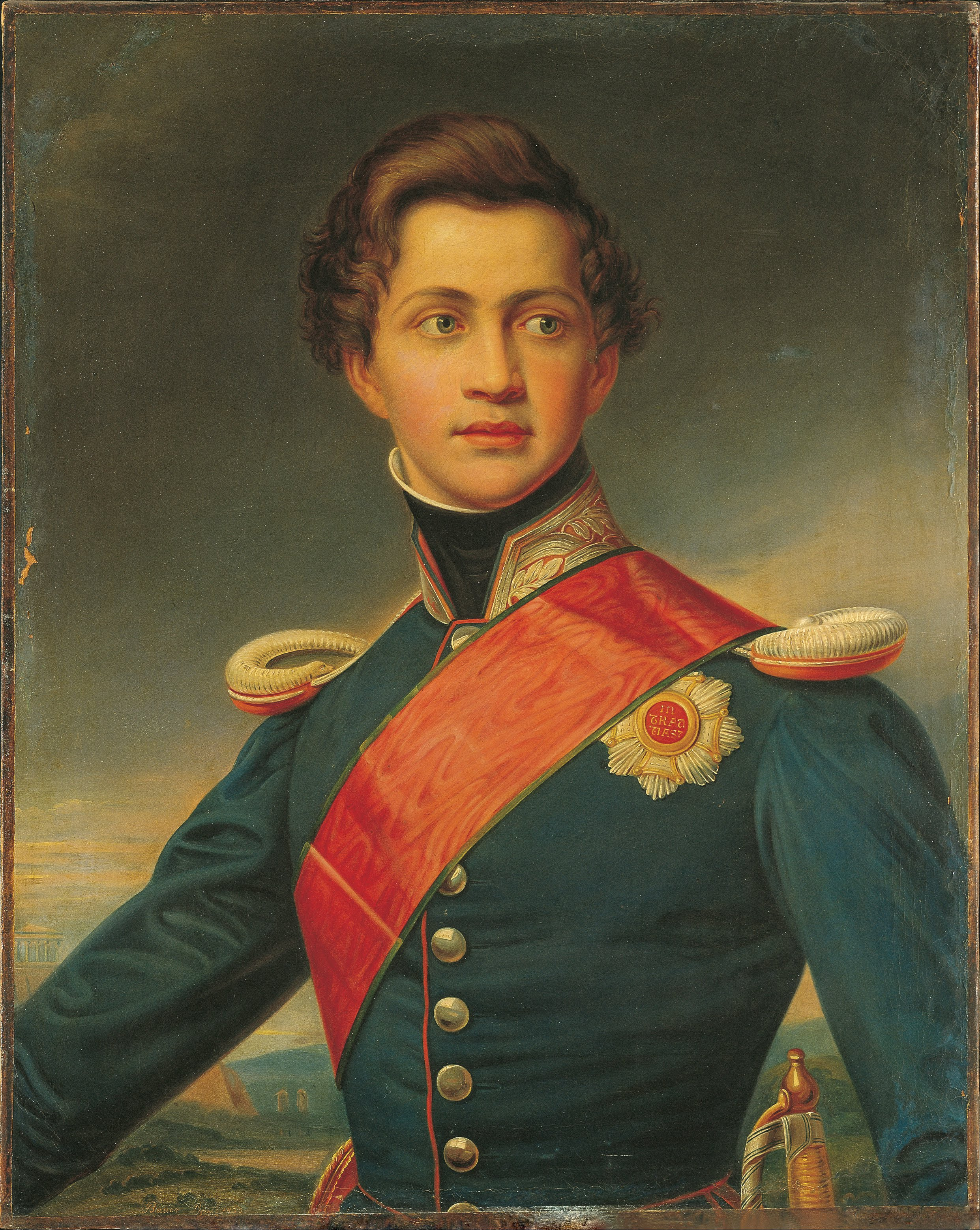
Otto de Bavaria a fost primul rege al Regatui al Greciei, proclamat după Conferința de la Londra (1832)

Pe 21 decembrie 1828, ambasadorii Regatului Unit, Rusiei și Franței s-au întâlnit pe insula Poros și au pregătit un protocol, care prevedea crearea unui stat autonom, condus de un monarh, a cărui autoritate trebuia confirmată prin firman al Sultanului. Cele trei puteri propuneau ca granița statului elen să se întindă de la Arta la Volos și, în ciuda eforturilor lui Kapodistrias, noul stat urma să includă numai insulele Cyclades, Sporades, Samos și, în anumite condiții, Creta. Conferința de la Londra a stabilit prin protocolul din 22 martie 1829 acceptarea celor mai multe prevederi ale înțelegerii de la Poros. Noua graniță nu a inclus insulele Samos și Creta în noul stat elen.

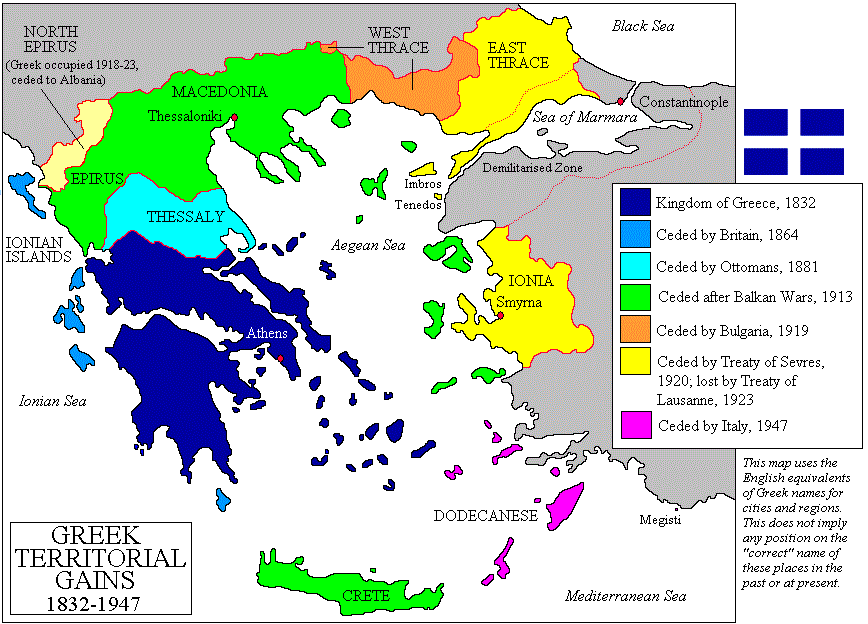
Harta teritoriului inițial al Regatului Greciei, cu granițele stabilite de Tratatul de la Londra din 1832 (albastru închis).

Rusia a exercitat presiuni deosebite pentru ca Turcia să accepte prevederile Tratatului de la Londra. Turcia a acceptat în final pe 6 iulie 1827 prevederile Tratatului de la Londra și pe cele ale Protocolului pe 22 martie 1829. La scurtă vreme după aceea, Regatul Unit și Franța au căzut de acord asupra ideii unui stat independent elen, în încercarea de a limita influența Rusiei în Grecia. Rusia nu a părut încântată de noua inițiativă, dar nu a putut să o respingă și, în consecință, cele trei puteri au căzut în cele din urmă de acord să creeze un stat independent elen, pus sub protecția colectivă a Londrei, Parisului și Sankt Petersburgului și au semnat protocolul din 3 februarie 1830. Una dintre prevederile protocolului prevedea ca noul monarh să fie regele Belgiei, Leopold I. Acesta din urmă a fost însă descurajat de imaginea sumbră zugrăvită de Kapodistrias. În plus, potențialul monarh era nemulțumit de linia de frontieră nou, care era defavorabilă noului stat. Negocierile au fost oprite pentru o vreme, după asasinarea lui Kapodistrias în 1831 în Nafplion de către membrii clanului Mavromichalis.
Retragerea candidaturii lui Leopold la tronul Greciei și izbucnirea Revoluției din Iulie din Franța a întârziat rezolvarea problemei frontierei noului regat până după momentul formării unui nou guvern britanic. Henry Temple, noul ministru de externe, a acceptat în cele din urmă ca frontiera Regatului Greciei să fie linia Arta-Volos. Negocierile cu privire la includerea Cretei între frontierele noului stat nu au dus însă la niciun rezultat.
În luna mai a anului 1832, în timpul Conferinței de la Londra, cele trei mari puteri, (Regatul Unit, Franța și Rusia) au oferit tronul regelui Bavariei, Ludwig von Wittelsbach, fără a-i consulta în vreun fel pe greci. Marile puteri, în calitatea lor de garanți ai monarhiei elene, au căzut de acord să garanteze și un împrumut de 60.000.000 franci pentru noul rege și și-au împuternicit ambasadorii din Turcia să vegheze la apărarea păcii. Prin înțelegerea semnată pe 7 mai 1832 între Bavaria și puterile garante, Grecia era definită drept un „stat monarhic și independent”, care era însă obligat să plătească o despăgubire Porții Otomane. Înțelegerea stabilea și modul în care urma să funcționeze regența elenă, până la majoratul lui Otto, precum și eliberarea unui nou împrumut în valoare de 2,4 milioane de lire.
Pe 21 iulie 1832, ambasadorul britanic pe lângă Sublima Poartă, Sir Stratford Canning, și ceilalți reprezentanți ai marilor puteri au semnat Tratatul de la Constantinopole, care stabilea granița greco-turcă pe linia Arta-Volos. Granițele regatului au fost reconfirmate prin Protocolu din 30 august 1832, prin care marile puteri ratificau aranjamentele stabilite la Constantinopole.

## Masacrele
Aproape imediat după izbucnirea revoluției, au avut loc masacre ale civililor pe scară largă, ale căror victime au fost atât revoluționarii și civilii eleni cât și autoritățile și civilii otomani. St. Clair afirma de altfel că Războiul de Independență al Greciei nu a fost decât „o serie de masacre oportuniste”. Revoluționarii grecii au masacrat turci, musulmani și evrei, în principal din Peloponez și Attica, regiuni în care grecii dominau. De cele mai multe ori, evreii erau considerați colaboratori ai ocupanților turci. Pe de altă parte, turcii i-au masacrat pe greci, identificați cu revoluționarii, în special în Anatolia, Creta, Constantinopole, Cipru, Macedonia și insulele Mării Egee. Printre cele mai cunoscute masacre s-au numărat cele din Chios, din insula Psara, Tripollitsa și Navarino.
Istoricii s-au împărțit în două tabere: unii dintre ei afirmă că se poate considera că grecii nu au făcut decât să răspundă la acțiunile agresive ale turcilor (așa cum au fost masacrarea grecilor din Tripoli) în timp ce alții consideră că a fost vorba de atrocități separate, care au izbucnit odată cu izbucnirea revoluției.
În timpul războiului, zeci de mii de civili greci au fost uciși, au fost lăsați să moară de foame sau boală sau au fost târâți în sclavie. Cei mai mulți dintre grecii care locuiau în cartierul elen din Constantinopole au fost uciși. Numeroși clerici ortodocși au fost uciși, printre ei numărându-se și Patriarhul Ecumenic al Constantinopolului, Grigorie al V-lea . Fiind uneori puși în aceeași tabără cu asupritorii otomani, evreii au fost masacrați de greci. Cu toate acestea, numeroși evrei din Grecia și din Europa au fost sprijinitori ai revoluției. Evreii și-au folosit resursele financiare pentru sprijinirea noului guvern elen. În schimb, succesul revoluției elene a stimulat naționalismul evreilor, care avea să primească mai târziu numele de „Sionism”. După fondarea noului stat independent grec, numeroși emigranți evrei s-au mutat aici, părăsind Imperiul Otoman, dat fiind faptul că Grecia a fost unul dintre primele state care au acordat egalitate din punct de vedere legal tuturor cetățenilor, inclusiv evreilor.

## Urmări
Consecințele revoluției elene au avut un caracter discutabil, cel puțin pe termen scurt. A fost înființat un stat independent grec, dar Franța, Anglia și Rusia și-au arogat un rol major în viața politică a țării. În plus, în fruntea statului a fost adus un monarh bavarez, iar armata a fost formată în mare parte din mercenari. Țara a fost devastată de zece ani de lupte interne, care a produs valuri succesive de refugiați. Proprietățile turcilor au fost părăsite, ceea ce a necesitat o serie de reforme agricole pe durata a mai multor zeci de ani.
Populația noului stat independent număra aproximativ 800.000 de cetățeni, adică mai puțin de o treime dintre cei 2,5 milioane de greci locuitori ai Imperiului Otoman. De-a lungul celei mai mari părți a secolului care a urmat, statul elen a căutat să obțină eliberarea grecilor „neizbăviți” din Imperiul Otoman și unirea teritoriilor locuite de ei cu Regatul Greciei ( „Megali Idea” – „Marea Idee”).
Aristocrații greci din Fanar nu au mai fost recrutați pentru a fi numiți domnitori în Principatele Dunărene, iar grecii din Turcia au fost priviți, în special de musulmani, ca trădători. Fanarioții au încetat să mai ocupe funcții importante în administrația otomană și și-au pierdut puterea și privilegiile. În Constantinopole și în restul marilor orașe otomane negustorii și bancherii greci și-au pierdut poziția dominantă, locul lor fiind luat de bancherii armeni și negustorii bulgari.
Din perspectiva istorică pe termen lung, apariția statului independent grec a marcat unul dintre cele mai importante evenimente, care au dus în cele din urmă la disoluția Imperiului Otoman. Pentru prima oară în istoria Imperiului Otoman, un popor creștin aflat sub suzeranitatea otomană și-a cucerit independența, care a fost recunoscută de toate statele europene. Dacă, până în acel moment, numai națiunile numeroase, precum cea britanică, franceză sau germană, erau considerate demne să se bucure de dreptul la autodeterminare, revoluția grecilor a legitimat dreptul la existență a statelor naționale mici și a dat un imbold important mișcărilor naționaliste a popoarelor creștine aflate încă sub dominația otomană. Sârbii, bulgarii și românii au luptat în deceniile care aveau să urmeze pentru independența statelor lor, în vreme ce armenii nu au reușit să-și cucerească independența, ei fiind depășiți din punct de vedere numeric în proporție de cinci la unu de musulmani (turci și kurzi) în regiunea pe care o revendicau ca leagăn al poporului și culturii lor.
La scurt timp după încheierea războiului, polonezii din zona controlată de Imperiul Rus (Polonia Congresului), încurajați de victoria grecilor, au declanșat Insurecția din Noiembrie, sperând la rândul lor că-și vor putea cuceri independența. Insurecția a fost însă înăbușită de trupele țariste, iar polonezii și-au recăpătat independența doar la sfârșitul Primului Război Mondial.
Nou fondatul stat grec avea să lupte pentru alipirea celorlalte teritorii locuite de eleni și, în următoarea sută de ani, alte teritorii aveau să devină parte a Regatului Greciei: o parte din Macedonia, Creta, parte din Epirul, Insulele Egeene și altele.

## Galerie

### Revoluționari

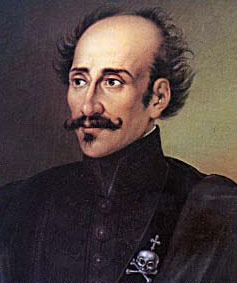
Alexandru Ipsilanti
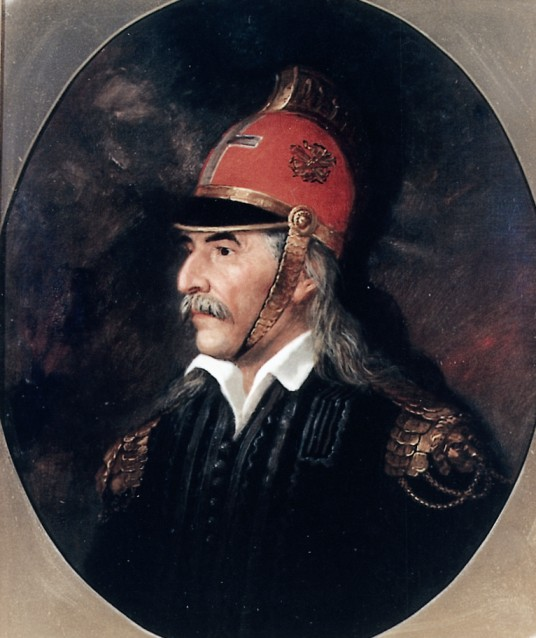
Theodoros Kolokotronis
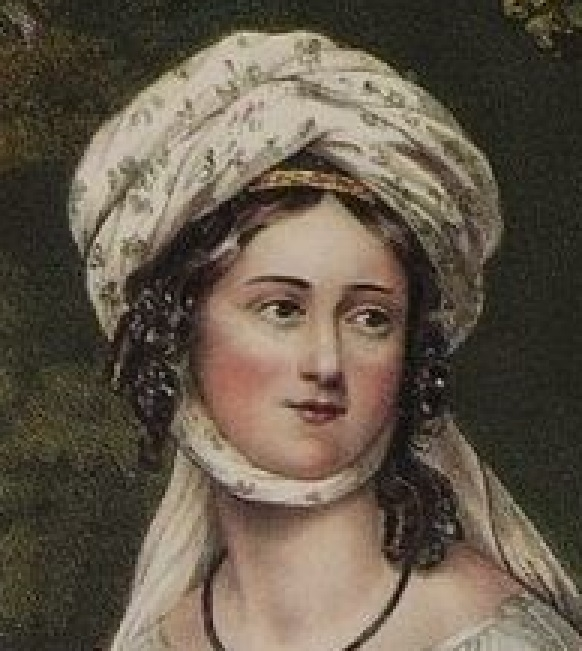
Laskarina Bouboulina
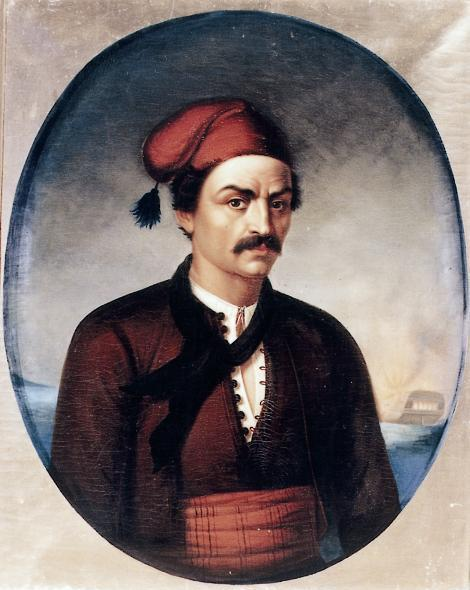
Konstantinos Kanaris
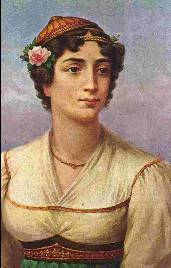
Manto Mavrogenous
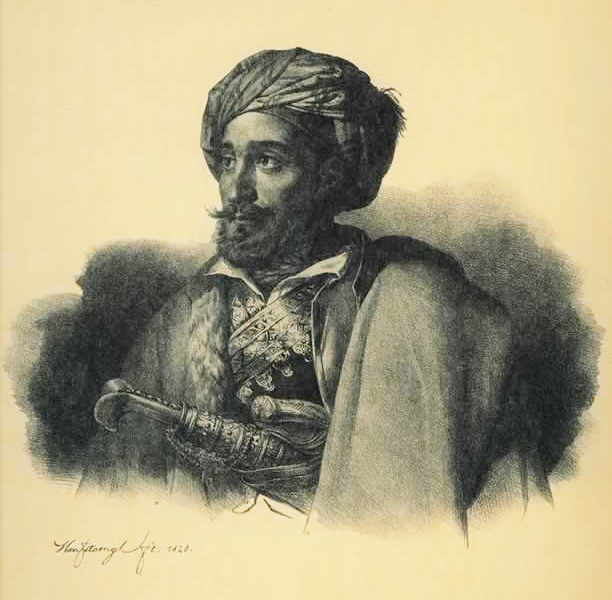
Yannis Makriyannis
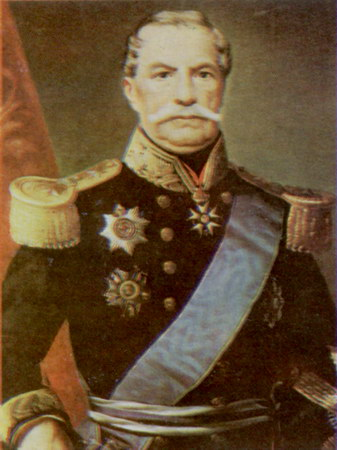
Antonios Kriezis
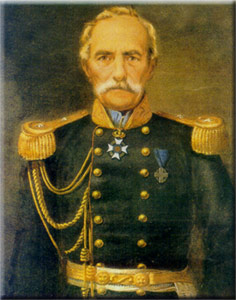
Nikolaos Petimezas
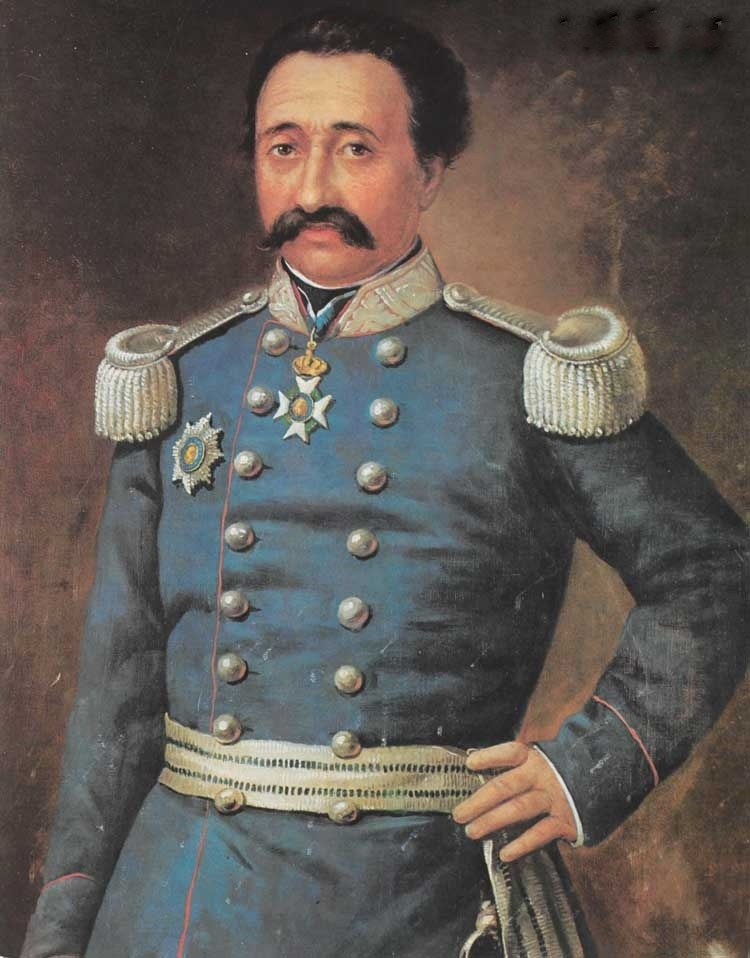
Andrei Londos
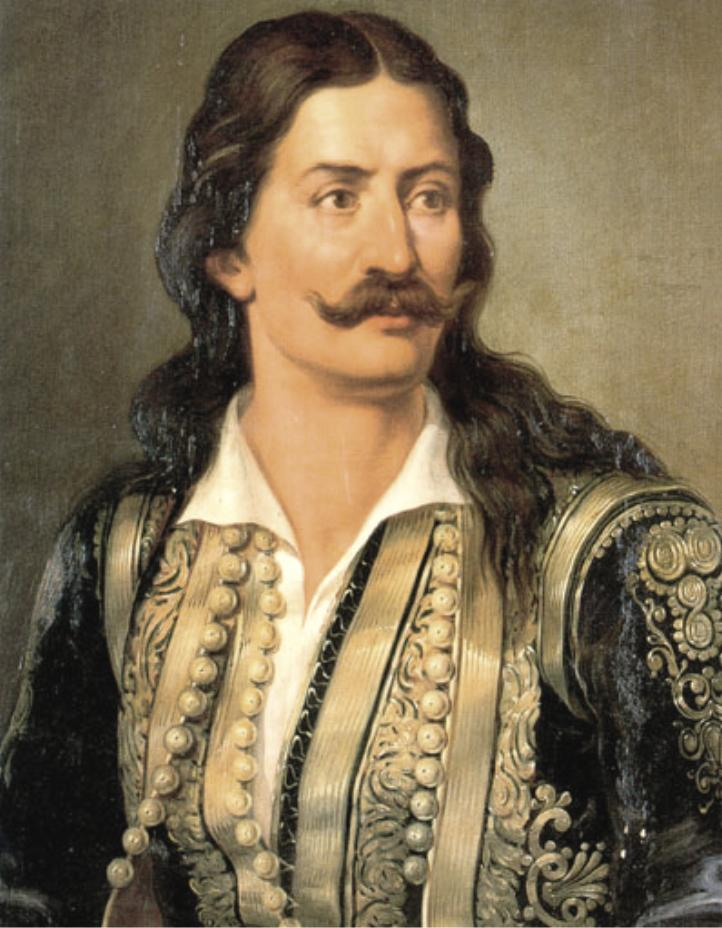
Athanasios Diakos
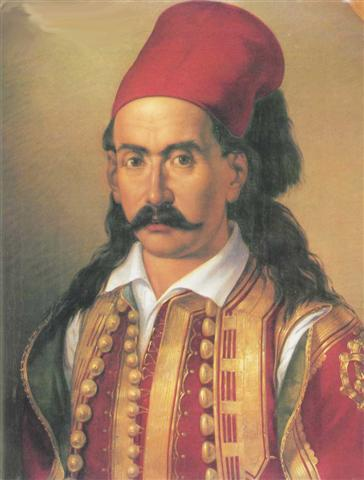
Markos Botsaris

### Evenimente

Grecia pășind pe ruinele de la Missolonghi. Eugène Delacroix, 1826.
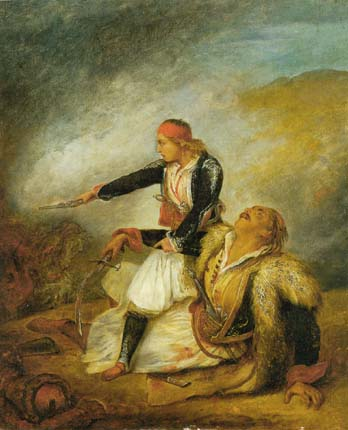
Băiețel grec apărându-și tatăl rănit. Ary Scheffer, 1827.
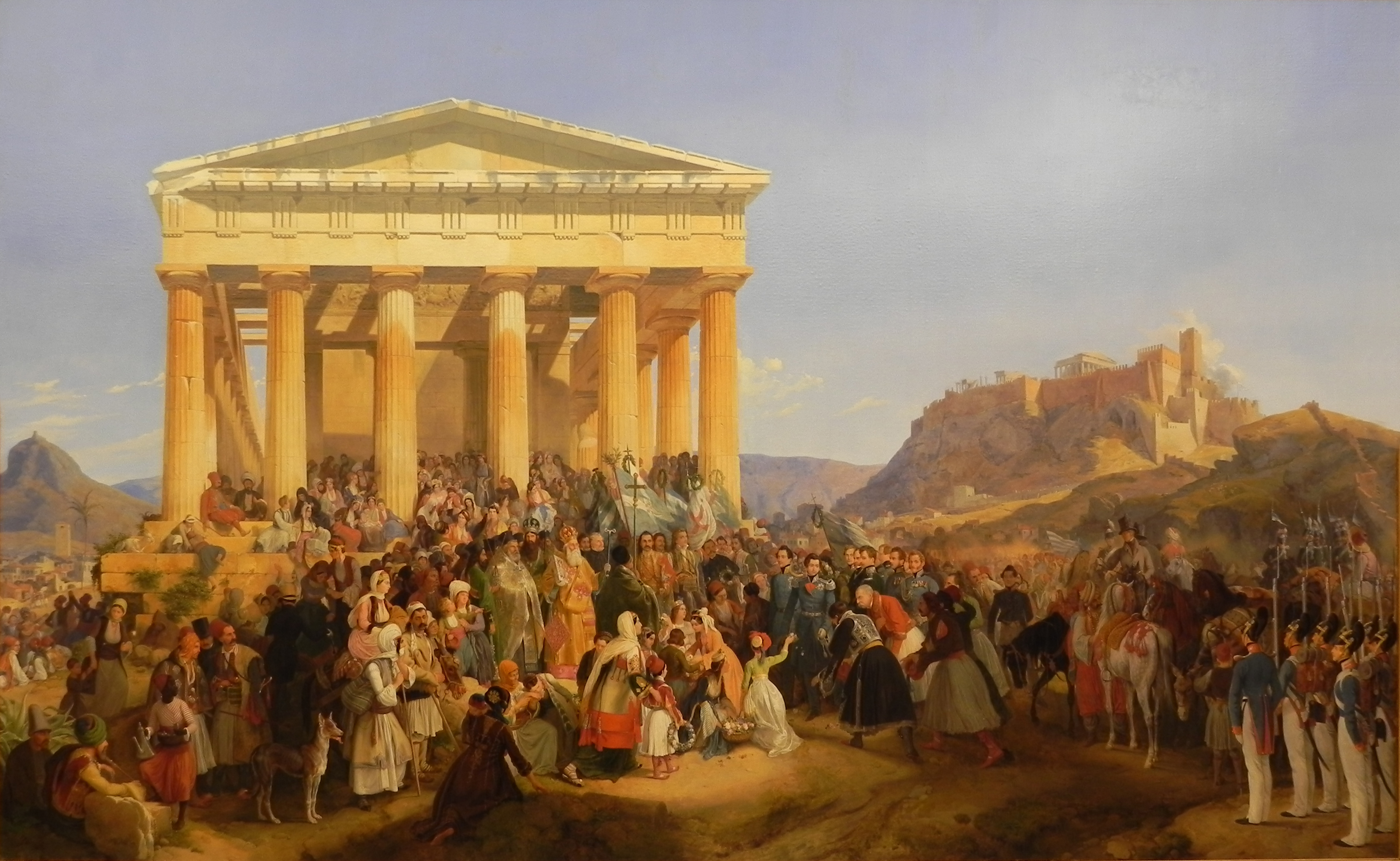
"Intrarea Regelui Otto al Greciei în Atena". Peter von Hess, 1839.